# Nibelungenlied

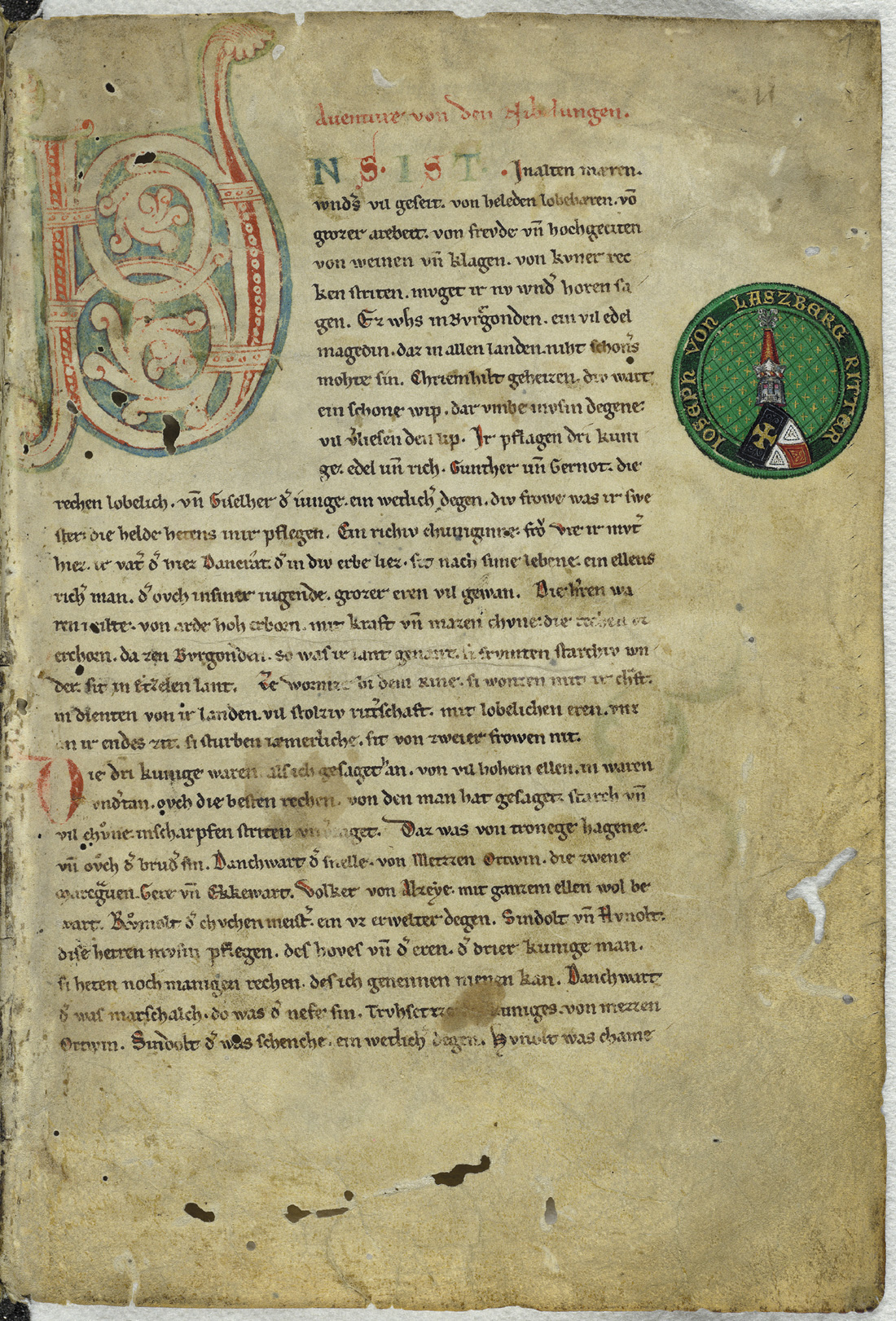
Erste Seite der Handschrift C des Nibelungenlieds (um 1220–1250)

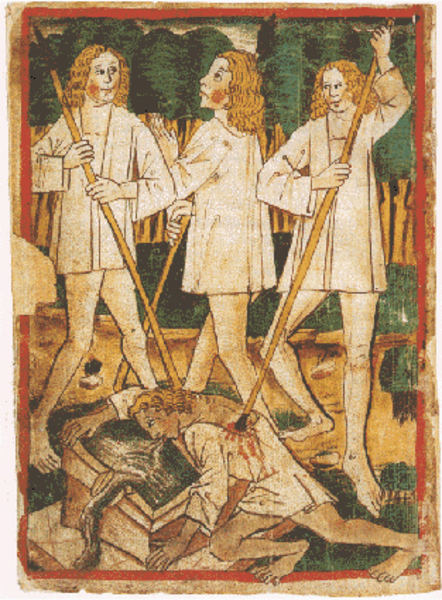
Darstellung von Siegfrieds Ermordung aus der Handschrift k des Nibelungenlieds (1480–1490)

Das Nibelungenlied ist ein mittelalterliches Heldenepos. Der heute bekannte Text wurde zu Beginn des 13. Jahrhunderts auf Mittelhochdeutsch niedergeschrieben. Der zur Nibelungensage gehörende Stoff ist jedoch wesentlich älter.
An das Nibelungenlied angehängt ist in den mittelalterlichen Handschriften die Nibelungenklage, eine formal eigenständige Erzählung, die das Geschehen interpretiert und bewertet, teilweise fortsetzt und eine vermutlich fiktive Entstehungsgeschichte des Werks vorträgt.
Das Nibelungenlied galt im 19. und 20. Jahrhundert als Nationalepos der Deutschen, wobei Siegfried der Drachentöter als deutscher Nationalheld angesehen wurde.

## Titel
Der Titel, unter dem das Nibelungenlied seit seiner Wiederentdeckung bekannt ist, leitet sich von der Schlusszeile einer der beiden Haupttextfassungen ab (Fassung *C): hie hât daz mære ein ende: daz ist der Nibelunge liet („hier hat die Geschichte ein Ende: das ist der Nibelungen Lied“). Allerdings ist ein liet im Mittelhochdeutschen nicht ohne Weiteres als „Lied“ im engeren, modernen Sinn zu verstehen, sondern bezeichnet ein Epos beziehungsweise generell eine erzählende Dichtung, die unter Umständen auch als Gesang vorgetragen werden kann. Der Schlusssatz der dem Originaltext wahrscheinlich näher stehenden Fassung *B enthält das Wort „liet“ nicht und lautet abweichend: diz ist der Nibelunge not (= „Untergang“).

## Historischer Hintergrund
Das Nibelungenlied ist die wichtigste hochmittelalterliche deutschsprachige Ausformung der Nibelungensage. Deren Ursprünge reichen bis in die Zeit der sogenannten „Völkerwanderung“ zurück, die in der Geschichts- und Literaturwissenschaft des 19. Jahrhunderts als das „heroische Zeitalter“ der Deutschen betrachtet wurde.
Ein hauptsächlicher historischer Kern oder Anknüpfungspunkt der Sage wird oft in der Zerschlagung des damals von Gundahar beherrschten Burgunderreiches im Raum von Worms in der Spätantike (um 436) durch den römischen Heermeister Aëtius mit Hilfe hunnischer Hilfstruppen gesehen.
Weitere historische Ereignisse, die möglicherweise verarbeitet wurden, sind die Hochzeit zwischen Attila und der wahrscheinlich germanischen Fürstentochter Ildico (453) sowie nach Meinung mancher Gelehrter auch der Streit im Hause der Merowinger zwischen Brunichild und Fredegunde um 600. Bereits im 19. Jahrhundert mutmaßten einige Forscher zudem, die Sagenfigur des Siegfried gehe auf Arminius zurück, doch bleibt auch diese Hypothese ohne Beleg.
Da die mündliche Überlieferung derartiger historischer Ereignisse häufig Abwandlungen und Ausschmückungen erfährt und der Stoff umfassend dichterisch ausgestaltet wurde, bewahrt die Nibelungensage vermutlich aber kaum authentische historische Erinnerungen. Am ehesten für historisch gehalten werden die Namen bestimmter Protagonisten wie Dietrich von Bern. Der in der anschließenden „Klage“ zum wichtigsten Überlieferer stilisierte Bischof Pilgrim von Passau ist dagegen eine Person, die wirklich existiert hat, obgleich seine Verbindung zu dem Stoff erfunden sein kann. Seine väterlichen Vorfahren lassen sich über die Sieghardinger bis in den Wormser Raum zurückverfolgen. Er gilt außerdem als Oheim Giselas, der bayerischen Herzogstochter, die den Ungarnkönig Stephan I. heiratete. „Gisela kehrte nach dem Tod des Königs nach Passau zurück, leitete als Äbtissin das Nonnenkloster Niedernburg. Und für manche besteht sogar eine Analgie zwischen in der Figur der Kriemhild und der seligen Gisela.“

## Handschriften
Der Text des Nibelungenlieds ist in circa 37 (größtenteils nur fragmentarisch erhaltenen) deutschen Handschriften und einer niederländischen Umarbeitung erhalten (darunter zwei Handschriften, die nur die „Klage“ enthalten, und ein Aventiurenverzeichnis). Die Handschriften wurden vorwiegend im südlichen Teil des deutschen Sprachgebietes (Schweiz, Vorarlberg, Tirol) gefunden. Die drei ältesten vollständigen Textzeugen (Haupthandschriften) bezeichnete Karl Lachmann mit Buchstaben (Siglen) folgendermaßen:
- A = Hohenems-Münchener Handschrift (letztes Viertel 13. Jahrhundert), in der Bayerischen Staatsbibliothek (Cgm 34)
- B = St. Galler Handschrift (Mitte 13. Jahrhundert oder etwas früher), in der Stiftsbibliothek St. Gallen (Cod. Sang. 857)
- C = Hohenems-Laßbergische / Donaueschinger Handschrift (Zweites Viertel 13. Jahrhundert), seit 2001 in der Badischen Landesbibliothek (Cod. Donaueschingen 63)[6]

Diese drei Manuskripte gelten als die Hauptvertreter dreier verschiedener Textfassungen, deren Verhältnis zueinander bis heute weitgehend ungeklärt ist. Im Jahre 2009 wurden alle drei Handschriften durch die UNESCO zum Weltdokumentenerbe erklärt. Neben den drei Hauptüberlieferungssträngen (A, B und C) wird man auch von einer breiten mündlichen Tradition ausgehen müssen, deren Rückwirkung auf die schriftlichen Fassungen jedoch schwer einzuschätzen ist.
Man gruppiert die Handschriften und ihre Textfassungen nach dem letzten Vers des Textes. Handschrift A und B enden mit den Worten: daz ist der Nibelunge not („das ist der Untergang der Nibelungen“). Diese Texte werden darum als „Not-Fassung“ bezeichnet. Die Handschrift C und ihre Verwandten enden auf daz ist der Nibelunge liet („das ist das Lied/Epos von den Nibelungen“). Dieser Text wird darum „Lied-Fassung“ genannt.
Der C-Text fand die größte Verbreitung und ist eine Bearbeitung mit Rücksicht auf das Publikum und mildert vor allem die Tragik. Es gibt mehrere Handschriften, die nahezu denselben Text bieten wie C; man fasst sie daher unter der Gruppenbezeichnung *C zusammen. Einige, allerdings wenige Handschriften bieten nahezu denselben Text wie B; diese Gruppe nennt man *B.

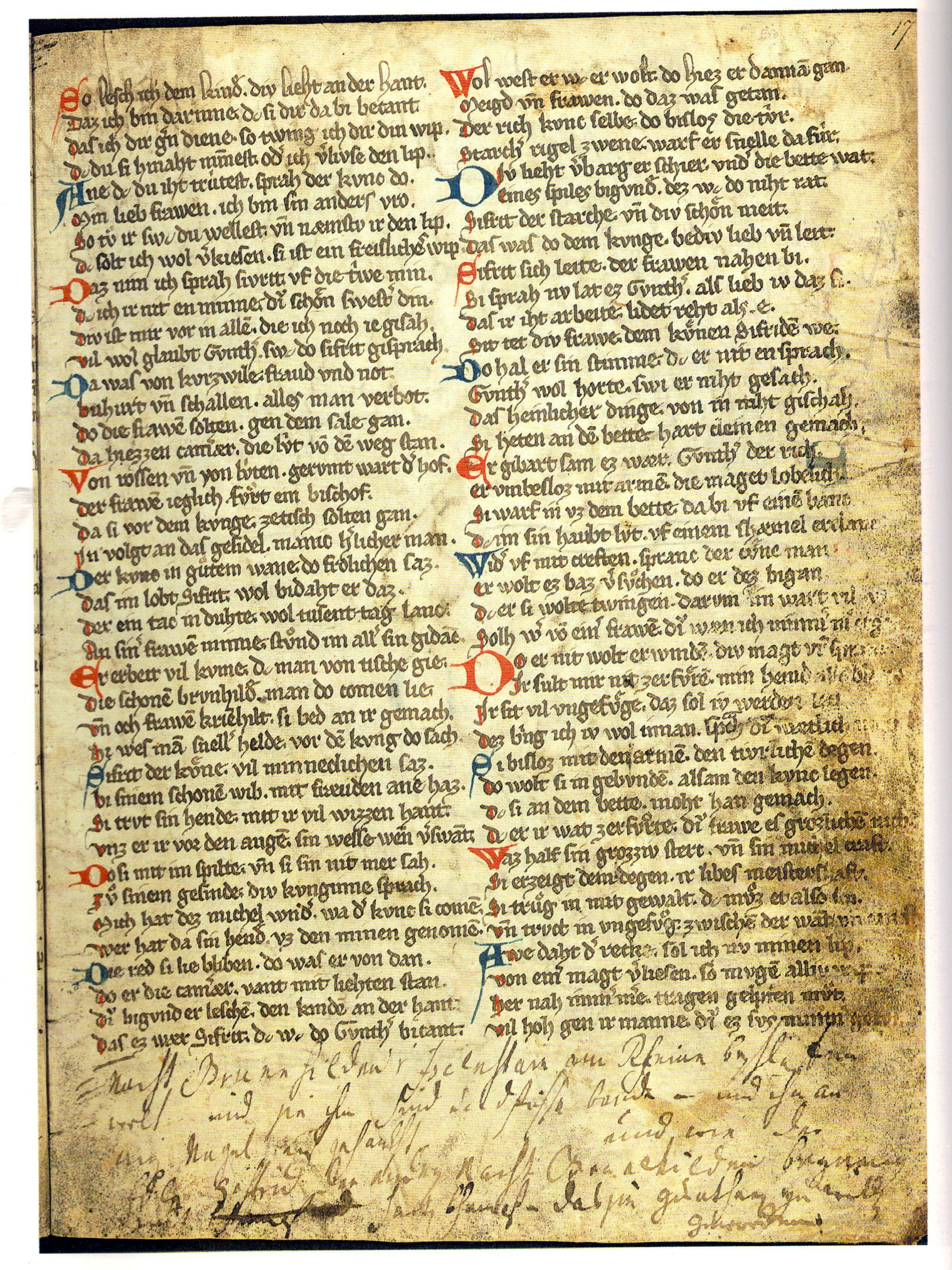
Staatsbibliothek Berlin: Signatur mgf 474, Handschrift I, um 1300, entdeckt durch Beda Weber auf der Burg Obermontani

Die Handschrift A bietet über weite Strecken den Text sehr ähnlich wie B, aber anscheinend weniger sorgfältig geschrieben; gehört daher zur Gruppe *B. In einigen Partien, vor allem des ersten Teils, unter anderem bei Kriemhilds Falkentraum, bei der ersten Begegnung zwischen Kriemhild und Siegfried und bei der Erklärung von Siegfrieds Königsrang und seiner Motivation der Hilfe für Gunther bei der Werbung um Brünhild, hat A einen anderen, stellenweise kürzeren Text, der den Eindruck macht, älter zu sein als *B. Karl Lachmann hatte A für die älteste Version gehalten und ihr deshalb diese Sigle gegeben; einige Passagen sind jedoch zweifelsfrei sekundäre Veränderungen des *B-Stoffes oder sogar Übernahmen aus dem *C-Stoff. Eine direkte Bearbeitung von *A und *C durch die uns heute vorliegenden *B kann jedoch ausgeschlossen werden. Vielmehr sind zwei parallele Versionen wahrscheinlich, die schließlich in den Kategorien *A, *B und *C greifbar werden. Eine Erklärung für diesen Widerspruch könnte sein, dass bei der Anfertigung von A zwei verschiedene Vorlagen benutzt wurden, deren eine auf eine ältere Fassung als *B zurückgeht, vielleicht auf eine Vorstufe des Nibelungenlieds, die man *A nennen könnte, während die andere, die für den Großteil von A als Vorlage diente, eine schlechtere Handschrift der *B-Gruppe war.
Außer den Hauptredaktionen A, B und C gibt es noch die Mischredaktionen D, I und d und die Sonderredaktionen T, k, m und n. Trotz ihres eigenständigen Charakters stand Redaktion I stets im Schatten der „Großen Drei“. Dabei nimmt I eine zentrale Stellung zwischen nôt- und liet-Fassung ein und beeinflusste auch die Nebenredaktionen des Nibelungenlieds.

## Verfasser und Entstehung
Der Verfasser des Nibelungenliedes nennt sich im Text nicht. Dies entspricht der Gattungskonvention der Heldenepik, die nicht die literarische Eigenleistung eines Dichters akzentuiert, sondern die Verwurzelung des Erzählstoffes in der mündlichen Überlieferung hervorhebt.
Offensichtlich ist das Werk aber eine geschlossene Dichtung eines einzigen Autors, das auf schriftlich vorliegende Werke Bezug nimmt und als Original vom Dichter selbst (oder nach seinem Diktat) niedergeschrieben wurde. Deshalb wird heutzutage nur mehr selten bezweifelt, dass es eine „Originalfassung“ (und damit einen einzigen „Autor“) gegeben hat. Die These, dass es sich eher um einen Redaktor oder gar nur um einen oder mehrere begnadete Rezitatoren von älteren, mündlich überlieferten Stoffen handele, gilt als weitgehend überholt. Allerdings enthalten die einzelnen Handschriften größere oder kleinere Änderungen und Zusätze von Bearbeitern. Die Handschrift B scheint solche Änderungen nur in geringem Ausmaß zu enthalten, während vor allem C eine starke Umarbeitung mit anderer Aussage und anderem Gestaltungswillen darstellt. Die Handschrift A benutzt für einige Passagen des ersten Teils eine vielleicht noch ältere Fassung, die eine „Vorfassung“ des Nibelungenlieds gewesen sein könnte.
Die Entstehung des Textes lässt sich durch in ihm vorausgesetzte politische Strukturen und durch Bezüge zur zeitgenössischen Dichtung auf die Jahre 1190 bis 1204, höchstwahrscheinlich knapp vor 1204, eingrenzen (und damit auf die „Blütezeit“ der mittelhochdeutschen Literatur). Ein Indiz für eine Entstehung der Fassung *C spätestens wenige Jahre nach 1203 findet sich in Wolfram von Eschenbachs Parzival. Aus dem siebten Parzival-Buch weiß man, dass zur Zeit dessen Niederschrift die Weingärten von Erfurt noch zerstört sind, somit kann dessen Entstehung auf die Jahre bald nach 1203 bestimmt werden. Im achten Buch des Parzival findet sich dann eine deutliche Anspielung auf Strophe 1497 der Fassung C des Nibelungenliedes, als sich ein der Feigheit bezichtigter Ritter auf den Küchenmeister des Nibelungenliedes beruft:

ich taete ê als Rûmolt,

der künec Gunthere riet,

do er von Wormz gein Hiunen schiet :

er bat in lange sniten bæn

und inme kezzel umbe dræn.

Es ist dementsprechend anzunehmen, dass die C-Fassung des Liedes Wolfram von Eschenbach bekannt war und bereits um 1205 oder bald danach vorgelegen haben muss.
Genauere Ortskenntnis des Verfassers, ein Übergewicht der frühen Überlieferung im südostdeutsch-österreichischen Raum und die augenfällige Hervorhebung des Bischofs von Passau als handelnde Figur machen das Gebiet zwischen Passau und Wien als Entstehungsort wahrscheinlich, insbesondere den Hof des als Mäzen bekannten Bischofs von Passau, Wolfger von Erla (Bischof in Passau 1191–1204). An Dichtungen, die den Bischofssitz Passau aufwerteten, konnte Wolfger in den Jahren bis 1204 interessiert sein, als er eine Aufwertung des Bistums Passau zum Erzbistum anstrebte, um seinen eigenen Rang zu erhöhen. Diese Bemühungen scheiterten am Widerstand des Erzbistums Salzburg, doch gelang Wolfger ein größerer Aufstieg: zum Patriarchen von Aquileia (September 1204).
Wolfger ist für die Datierung mittelhochdeutscher Literatur von großer Bedeutung, weil sich in seinen Reiserechnungen mit dem Datum 12. November 1203 eine Notiz findet, dass dem cantor („Spielmann“) Walther von der Vogelweide Geld für einen Pelzmantel ausgezahlt wurde. Diese Notiz stellt den einzigen außerliterarischen Nachweis für die Existenz dieses Dichters dar und ist damit ein wichtiges Indiz zur zeitlichen Einordnung der mittelhochdeutschen Dichtung, die größtenteils ohne Jahresangaben und ohne Informationen zu den Verfassern überliefert ist.
Meist geht man heute davon aus, dass der Dichter des Nibelungenliedes ein sowohl geistlich wie literarisch gebildeter Mann im Umkreis des Passauer Bischofshofs war und dass sein Publikum in Passau unter den Klerikern, Mönchen, Nonnen, Kaufleuten und adligen Laien zu suchen ist. Der 'Umkreis', in dem man den Autor suchen kann, ist wohl die Diözese Passau, die von Passau bis an die ungarische Grenze bei Hainburg reicht.
In einer Art Anhang zum Nibelungenlied, der Nibelungenklage, wird auch von der Entstehung der Dichtung erzählt. Dem Verfasser ist daran gelegen, den Inhalt der Sage als „wirklich geschehen“ auszuweisen und die erste Aufzeichnung noch in die Lebenszeit der Protagonisten zu verlegen. Auftraggeber für die 'Nibelungenklage' war vermutlich Wolfger, dem das Original des Dichters weniger Material für die Einbindung Passaus bot als er gewünscht hatte, sodass er andere Männer mit der Verbesserung (Fassung *C) und Ergänzung mit stärkerer Einbindung in die an geistlichen Höfen gewünschte heilsgeschichtliche Komponente von Literatur (Nibelungenklage) betraute. Ein „Meister Konrad“ wird genannt, den der Bischof „Pilgrim“ von Passau mit der Niederschrift nach den Angaben eines Augenzeugen der Geschehnisse, des Spielmannes Swemmel, beauftragt habe. Man nimmt an, dass dies einen ehrenden Verweis auf einen Amtsvorgänger des mutmaßlichen Förderers Wolfger darstellt, den Bischof Pilgrim von Passau (971–991). Da sich die politische Situation der Ungarneinfälle des 10. Jahrhunderts und die wichtige Rolle Passaus bei der Christianisierung Ungarns unter Pilgrim im Nibelungenlied spiegelt, haben dem Dichter vermutlich schriftliche Aufzeichnungen aus der Zeit Pilgrims vorgelegen. Ob mit „Meister Konrad“ tatsächlich der Autor einer Quelle aus der Zeit Pilgrims gemeint ist oder ob der Autor des Nibelungenliedes oder der Autor der „Klage“ sich hinter dieser Nennung verbirgt, ist ungewiss. Der Name „Konrad“ kann außerdem nicht auf die Spur einer bestimmten Person führen, da es der zweithäufigste Name (nach Heinrich) im deutschen Mittelalter war. Versuche, einen irgendwo genannten „Konrad“ als Autor eines dieser Werke nachzuweisen, müssen daher scheitern.
Vor allem populärwissenschaftliche und heimatgeschichtliche Forschungen haben im Laufe der Zeit das Nibelungenlied an nahezu jeden zwischen 1180 und 1230 im bairisch-österreichischen Raum bezeugten Literaten anknüpfen wollen. Auch heute werden regelmäßig neue Namen vorgeschlagen. Dazu gehören:
- Der Kürenberger (Herkunft unbekannt, im 19. Jahrhundert wurde der Kürnberger Wald bei Linz, Oberösterreich, oder Kirnberg an der Mank oder Orte in Bayern  als Herkunftsort angenommen), in dessen Strophenform das Nibelungenlied geschrieben ist und auf dessen „Falkenlied“ auch der Falkentraum Kriemhilds verweist. Der Kürenberger wird von vielen Forschern als zu früh für das Nibelungenlied bezeichnet, doch ist seine Datierung nicht gesichert (siehe Der von Kürenberg).[12]
- Walther von der Vogelweide. Auf ihn treffen viele für den Dichter des Nibelungenliedes geforderte Charakteristika zu: größerer gemeinsamer Wortschatz, der aber aus der gemeinsamen räumlichen Herkunft (österreichischer Donauraum) zu erklären ist; sowie die Gönnerschaft des Bischofs Wolfger von Passau. In wesentlichen Punkten der Weltsicht unterscheidet sich aber das Nibelungenlied von Walther stark.
- Bligger von Steinach
- Konrad von Fußesbrunnen (Feuersbrunn, Niederösterreich), urkundlich um 1182 bezeugt. Er ist Autor des in 3000 Reimpaarversen verfassten Werkes Die Kindheit Jesu und wirkte in Passau.[13] Sein Stil hat zwar nichts mit dem des Nibelungenliedes gemeinsam, jedoch argumentiert der Germanist Peter Andersen anhand forschungskritisch diskutierter Verfasserthesen für Fußesbrunnen als den wahrscheinlichsten Autor.[14]
- eine unbekannte Niedernburger Nonne. Die Erwähnung eines Klosters in Passau, neben dem Passauer Bischof und den Kaufleuten der Stadt, führte zu der Vermutung, mit diesem Kloster sei das Frauenkloster Passau-Niedernburg gemeint.[15] Es gab auch ein dem Bischofssitz angeschlossenes Männerkloster. Die Nennung des Klosters im Nibelungenlied ist aber eher so zu erklären, dass die Nonnen und Mönche bei einem Vortrag zum Publikum des Autors gehörten und als Gönner und Mäzene verewigt wurden; nicht so, dass sich der Autor (oder die Autorin) unter ihnen befunden hätte. Gleiches gilt für die Kaufleute. Bischof Wolfger von Passau war wohl der Haupt-Mäzen, der die Arbeit vermutlich einem erfahrenen, literarisch gebildeten und schriftkundigen Verfasser von Heldenliedern anvertraute.

Die drei letztgenannten Verfassertheorien (Bligger, Konrad und die Nonne) werden von der Germanistik als kaum diskussionswürdig angesehen.

## Form und Sprache
Das Nibelungenlied ist in sangbaren vierzeiligen Strophen gedichtet (heute als Nibelungenstrophe bezeichnet), doch ist deren Melodie unbekannt und deren Rhythmus nur so weit rekonstruiert, als er sich metrisch erschließt. Diese metrische Form ist ein Charakteristikum der Heldenepik, sie wird auch vom etwas jüngeren Kudrun-Epos eines unbekannten Dichters aufgenommen; in Strophen gegliedert ist auch die Dietrichepik; sie tritt aber schon vor dem Nibelungenlied in der Lyrik auf, und zwar bei einem frühen Minnesänger, dem „Kürenberger“, der in seinem 'Falkenlied' auch inhaltlich das Motiv des Falken als Symbol für einen geliebten Mann in die deutsche Literatur einführte. Darauf verweist das Nibelungenlied auch motivlich, indem es die Handlung mit dem Traum Kriemhilds von einem Falken beginnen lässt. Sangbare (das heißt nicht unbedingt: gesungene) Strophenepik unterscheidet sich deutlich von der zeitgleichen höfischen Erzählliteratur, vor allem dem Antiken- und Artusroman, die fast ohne Ausnahme in (gesprochenen) Reimpaarversen verfasst ist. In dieser Hinsicht ist das Nibelungenlied „archaischer“ als die „moderne“ Ritterliteratur eines Hartmanns, Wolframs (der sich in seinem Titurel allerdings auch in strophischer Epik versuchte) und Gottfrieds.
Die je nach Fassung etwa 2400 Strophen des Nibelungenlieds sind in 39 âventiuren (sprich: Aventüren) untergliedert. Das sind kapitelartige Erzähleinheiten unterschiedlicher Länge, die in den meisten Handschriften Überschriften tragen. Diese Überschriften und die Bezeichnung der Abschnitte als „Aventüren“ gehen jedoch nicht auf den Autor zurück: jede Handschrift setzt andere Kapitelüberschriften, und die dem Original vermutlich am nächsten stehende St. Galler Handschrift setzt gar keine Titel über die Abschnitte, sondern gliedert nur durch Absätze und Initialenschmuck.
An der Sprache und Erzählhaltung des Nibelungenliedes lässt sich ein zweifaches Dilemma ablesen: Nicht nur die Kluft zwischen (von der Forschung vermuteter) mündlicher Improvisationstradition und Literarisierung (Mündlichkeit gegenüber Schriftlichkeit) wollte überbrückt sein; daneben war auch die auf völkerwanderungszeitliche (pseudo-)historische Sagenstoffe zurückgehende Tradition mit einer christlich-hochadelig-höfischen Welt zu versöhnen.
Vor allem zu Beginn der Forschungen am Nibelungenlied entstand die Vermutung, der Kern der Nibelungensage sei 700 Jahre lang durch Epensänger mündlich tradiert worden. Wie diese mündliche Tradition ausgesehen haben könnte, ist weitgehend unbekannt. Diese „Improvisationstheorie“ wurde jedoch nur in Anlehnung an die Vortragsweise der Guslaren im Balkan gebildet; im germanischen Raum ist nichts Ähnliches belegt. Was wir besitzen, ist eine Aufzählung beliebter Stoffe vor Publikum in einer Strophe des Marners, eines fahrenden Sängers aus der Mitte des 13. Jahrhunderts, der beklagt, dass die Leute lieber von Siegfrieds Tod, dem Verrat Kriemhilds an ihren Brüdern, dem Nibelungenhort (und einigen anderen Heldensagen, die nicht dem Nibelungenkreis angehören) hören wollen als von seinen, Marners, gelehrten Liedern.
Wir können annehmen, dass es zahlreiche Varianten der Geschichte gab; auch wurden verschiedene Sagenkreise miteinander verknüpft, Figuren wechselten ihre Rolle oder wurden neu eingeführt bzw. gestrichen und vieles mehr; kein Wille eines Autors konnte den Stoff fixieren, d. h. vor 1200 hatte man anscheinend noch nie eine Umsetzung dieser Sage in eine schriftliche Fassung versucht.
So weist das Nibelungenlied – als Erstling einer neuen literarischen Tradition – sowohl (inhaltliche) Spuren seiner „autorlosen“ Vorgeschichte als auch (sprachliche) Spuren der Dichtersprache der mündlichen Erzählkunst auf; aber zugleich zeigt es Züge des „großen“ antik-historischen Buchepos, an denen sich der Verschriftlichungsprozess letzten Endes orientierte.
Die bekannte Eingangsstrophe ist ein wohl erst später eingefügter einleitender Zusatz. Hier die in normiertes Mittelhochdeutsch gebrachte Version der Handschrift C.
| Uns ist in alten mæren wunders vil geseit von helden lobebæren, von grôzer arebeit, von freude unde hôchgezîten, von weinen unde klagen, von küener recken strîten muget ir nû wunder hœren sagen. | Uns wird in alten Erzählungen viel Wunderbares berichtet, von rühmenswerten Helden, großer Kampfesmühe, von Freuden und Festen, von Weinen und Klagen; von den Kämpfen kühner Helden könnt ihr nun Wunderbares erzählt hören. |

Vermutet wird, dass ältere Versionen, wie die Handschrift B, mit der Vorstellung Kriemhilds begannen:
| Ez wuohs in Burgonden ein vil edel magedîn, daz in allen landen niht schoeners möhte sîn, Kriemhild geheizen. Si wart ein schoene wîp. dar umbe muosen degene vil verliesen den lîp. | Es wuchs im Burgundenland eine Jungfrau auf, so schön, dass es auf der ganzen Welt keine Schönere geben könnte, Kriemhild genannt. Sie wurde eine schöne Frau. Um ihretwillen mussten viele Helden das Leben verlieren. |

Viele berühmte Szenen der Sage, wie der Drachenkampf Jung-Siegfrieds etwa, tauchen im Nibelungenlied nur in Form von Erwähnungen auf; die ganze Vorgeschichte wird entweder als bekannt vorausgesetzt oder, wahrscheinlicher, zugunsten Kriemhilds als Hauptfigur reduziert. Das Lied ist stilistisch von den Ansprüchen des mündlichen Vortrags geprägt, denn Alltagssprache und höfische Sprache mischen sich ebenso, wie damals schon historisches Vokabular und zeitgenössische Begriffe des frühen dreizehnten Jahrhunderts.
Kunstvoller literarischer Ton und komplizierte syntaktische Konstruktionen wechseln mit formelhaftem Sprechen und einfachen, fast distanzierten Schilderungen durch den Erzähler, der sich aber nur an wenigen Stellen des Werks selbst erwähnt.

## Mittelalterliche Sozialstruktur
Die literarische Version der Zeit um 1200 thematisiert anhand der Personen unterschiedliche Konzepte feudaler Gesellschaft: Siegfried verkörpert einen Herrschertyp, dessen Herrschaft auf körperlicher Stärke beruht, aber auch auf ererbtem königlichem Rang und der Akzeptanz der Gefolgsleute, die er sich durch weise Urteile verdient. König Gunther repräsentiert einen Herrscher, dessen Macht sich auf Familienangehörige und Ministeriale stützt und der den Kampf um Herrschaft delegiert. Dietrich von Bern und Etzel wirken durch eine Autorität, die zum Teil auf dem Einsatz ihrer kräftigen Stimme beruht. Dazu kommt bei Dietrich, dass er nicht nur die Rechte des Herrn über die Gefolgschaft wahrnimmt, sondern bereit ist, seinen Leuten dafür auch Schutz zu gewähren, d. h. aus der Wechselseitigkeit des Treueverhältnisses Ernst macht. Dietrich beweint den Tod seiner Leute, auch wenn sie ihn selbst verschulden, auch aus Mitleid mit ihnen und nicht nur als sein Unglück, dass er dadurch Gefolgsleute verlor (im Gegensatz zu Gunther, den nur erzürnt, dass man ihn der Gefolgsleute beraubt, wenn man sie erschlägt, der aber keine Trauer über ihren Tod zeigt). Bei Etzel kommt zur Autorität Toleranz hinzu (er duldet Christen und Heiden nebeneinander an seinem Hof) und die Bereitschaft, Vertriebenen aus vielen Ländern Gastfreundschaft zu gewähren.
Der zentrale Konflikt ist der zwischen Vasallität, die Unterordnung und Gehorsam verlangt, und einer modernisierten Feudalherrschaft, die nicht mehr oder nur zum Teil auf dem Lehnswesen fußt. So sehen es jedenfalls derzeit viele Interpreten; da Begriffe wie „Vasallität“ und „Ministerialität“ im Nibelungenlied nicht genannt werden, sondern nur das Ergebnis von Interpretationen sind, ist diese Sichtweise stark umstritten. Der Begriff „Vasall“ wird in Deutschland im Hochmittelalter fast nie (mehr) gebraucht; er trifft eigentlich nur auf die Verhältnisse in Frankreich zu, von denen sich die deutschen auch um 1200 ziemlich stark unterschieden. Während die Ministerialität um 1200 gerade nicht aus der Verwandtschaft der Herrscher kam, sind am Wormser Hof die bedeutendsten Positionen durch Verwandte der Könige besetzt (Hagen von Tronje, Dankwart, Ortwin von Metz).
Die soziale Welt des Nibelungenliedes gibt sich, zumindest teilweise, archaisch. Vor allem in der Denkwelt Hagens ist ein zentraler Begriff „mitfolgen“, das heißt, der Gefolgsmann muss mit dem Herrn mitkommen (auf Reisen oder Kriegszüge), wenn dieser es befiehlt. Dem Namen nach ist also das alte Gefolgschaftswesen noch lebendig, wenn es sich auch inhaltlich stark vom sogenannten altgermanischen Gefolgschaftswesen unterscheidet.

## Geschlechterrollen
Einigen Interpretationen nach lässt sich das Werk so auslegen, dass die Problematik der Geschlechterrollen aufgezeigt wird: Die Wormser Könige werden nicht als solche eingeführt, sondern in ihrer Eigenschaft als Vormunde ihrer Schwester Kriemhild, der Hauptfigur. Sie steht nach dem Tod des Vaters zunächst unter der Vormundschaft der Brüder, nach ihrer Verheiratung unter der des Gatten. Ihre Schwägerin Brünhild akzeptiert die Vorherrschaft des Mannes nur, wenn er sie besiegen kann, dann aber vollständig. Im Gegensatz dazu akzeptiert Kriemhild die Geschlechterrollen zunächst vollständig, obwohl sie mehrfach mit ihnen Schwierigkeiten hat: Als sie anlässlich ihrer Eheschließung verlangt, dass die Brüder ihr als einem von vier Kindern des verstorbenen Vaters einen Anteil am Erbe herausgeben, sind alle Männer dagegen, auch ihr Gatte Siegfried. Vor allem für Hagen ist es unvorstellbar, dass er in Zukunft Gefolgsmann einer Frau werden könnte. Es ist ererbte Verpflichtung seiner Familie, „den Königen“ zu dienen. Er fühlt sich durch dieses Ansinnen von Kriemhild schwer beleidigt. Kriemhild ordnet sich zunächst unter. Sogar das Züchtigungsrecht des Gatten akzeptiert sie (als Siegfried sie zur Strafe verprügelt, weil sie Brünhild beleidigte). Erst als ihr nicht nur der Gatte ermordet, sondern dann auch noch ihr Vermögen durch Betrug geraubt wird und die Brüder in diesem Konflikt entsprechend dem Ehrenkodex zu Hagen, dem Gefolgsmann, halten, wächst sie aus dieser Rolle heraus: „Wenn ich ein Ritter wäre“, wünscht sie sich (Strophe 1413 der Fassung B). Als sie schließlich ganz die Rolle der Frau verlässt, in Rachedurst selbst zum Schwert greift und Hagen den Kopf abschlägt, kann das die Männerwelt nicht ertragen: Obwohl Hildebrand selbst Hagen zu erschlagen versucht hatte, ist es für ihn undenkbar, dass ein Held durch die Hand einer Frau stirbt, und er erschlägt sie dafür. Mit dem vollständigen Verlassen der von ihr zunächst gelebten Rolle der Frau ist auch ihr Leben beendet.
So werden drei Frauenbilder vorgestellt:
- das moderne höfische, das zunächst das Kriemhilds ist, das Freude der Gesellschaft und Liebe für den Einzelnen und die Möglichkeit individueller Wahl des Partners durch die Frau mit Unterordnung unter die patriarchale Herrschaftsordnung zu vereinen versucht (was aber misslingt).
- als Gegenkonzept das archaisch-mythische Brünhilds, die die Herrschaft des Mannes nur akzeptiert, wenn er die Frau zu besiegen vermag. Ihr entspricht auch die Einstellung Siegfrieds, der seinem Kampf im Bett gegen Brünhild gesellschaftsrelevante, gleichsam mythische Dimensionen gibt und diesen Kampf als Kampf des Mannes gegen die Frau schlechthin sieht (Strophe 670 in Hs. B): „O weh“, dachte der Held, „wenn ich jetzt durch eine Jungfrau das Leben verliere, dann dürfen alle Frauen von jetzt an in alle Zukunft gegen ihren Mann aufmüpfig sein, auch eine, die es sonst nie tun würde.“
- unauffällig im Hintergrund das Frauenbild von Kriemhilds Mutter Ute, die ihr eigenes Leben als glücklich empfindet und aus dem Schutz durch die männlichen Verwandten Sicherheit schöpft. Dieses Frauenbild einer alten Generation wird durch das neue, zum Scheitern verurteilte Konzept individueller höfischer Liebe und gesellschaftlicher Freude bedroht.[17]

Die Rolle des Mannes wird von Siegfried, Dietrich, Rüdiger von Bechelaren und Etzel unterschiedlich und jeweils abweichend von der Sichtweise des Wormser Hofes gesehen. An diesem geht über alles die Treue zum Gefolgsherrn und Gefolgsmann. Auch wenn dieser sich ins Unrecht gesetzt hat, ist er bedingungslos zu unterstützen.
Das höchste Ziel des Kriegers wird am deutlichsten von Wolfhart formuliert, einem jungen Heißsporn unter den Leuten Dietrichs von Bern: der Nachruhm nach einem Heldentod. Diesen gewährt ihm das Nibelungenlied auch: Wolfhart erhält von einem König, Giselher, eine tödliche Wunde, ist aber nicht sofort tot. Da er weiß, dass er gleich sterben wird, ist Verteidigung sinnlos. Er kann daher den Schild wegwerfen, mit beiden Händen das Schwert packen und so fest auf Giselhers Haupt schlagen, dass dessen Helm bricht. Giselher ist sofort tot. Wolfhart kann im Sterben noch sehen, dass ein würdiger Gegner ihn fällte, er selbst sich dafür rächen konnte und außerdem sein Oheim Hildebrand anwesend ist, der seinen, Wolfharts, Nachruhm verbreiten wird. Er stirbt glücklich (Strophe 2299 in Hs. B). Dagegen beweint Dietrich Wolfharts Tod: Dieses Heldenideal ist nicht jedermanns Ideal.
Das Streben nach Nachruhm ist als entscheidender Motor auch für Hagen von Tronjes Handlungen zu sehen und erklärt sein Verhalten ab dem Zeitpunkt, als er durch eine Weissagung erfährt, dass alle Teilnehmer der Reise ins Hunnenland dort den Tod finden werden: Er fordert das Schicksal heraus, insbesondere den Hunnenkönig, in der Hoffnung, sich gegen dessen stärkste Krieger bewähren zu können. Das Schicksal beschert ihm dagegen den schimpflichen Tod durch die Hand einer Frau. Diese stärkste Verletzung der Idee vom ehrenvollen Heldentod, die äußerste Schande, wird gerade an der herausgehobenen Gestalt Hagens demonstriert. Zwischen Wolfharts und Hagens Ende entsteht so ein maximaler Kontrast, den das Nibelungenlied erzählerisch kommentiert.

## Handlung
Das Nibelungenlied gliedert sich in zwei Teile:
Im ersten Teil stehen Kriemhilds erste Ehe mit Siegfried und Siegfrieds Tod im Mittelpunkt, im zweiten Teil Kriemhilds Rache. Das räumliche Umfeld ist das Burgundenreich am Rhein sowie Südostdeutschland und das Donaugebiet des heutigen Österreichs und Ungarns im zweiten Teil.

### Erster Teil

#### 1. Âventiure
Am Königshof in Worms lebt Kriemhild mit ihren drei Brüdern Gunther, Gernot und Giselher, die ihre Vormunde sind, und ihrer Mutter Ute. Ihr Vater Dankrat ist bereits verstorben. Wichtige Gefolgsleute der Könige sind Hagen von Tronje, ein Verwandter der Könige und ihr wichtigster Ratgeber, Hagens Bruder Dankwart und aus deren Verwandtschaft weiterhin Ortwin von Metz, sowie unter den Hofbeamten der Küchenmeister Rumold. Kriemhild träumt, dass sie einen Falken aufzieht, den zwei Adler zerfleischen. Ihre Mutter deutet den Traum: der Falke steht für einen edlen Mann, und Kriemhild läuft Gefahr, ihn zu verlieren, wenn Gott ihn nicht beschützt. Kriemhild weist den Gedanken an Mann und Liebe von sich; sie will bis zu ihrem Tod „schön“ (das bedeutet: jungfräulich) bleiben, weil die Liebe schon vielen Frauen Leid brachte. Die Mutter versucht, sie zu beruhigen und weder den Traum noch die Liebe, die den Menschen glücklich mache, als gefährlich darzustellen. Trotzdem wird Kriemhild lange Zeit die Liebe ablehnen.

#### 2. Âventiure
Nun wird Siegfried vorgestellt, der Sohn König Siegmunds und Königin Sieglindes von Xanten am Niederrhein. Er hat wunderbare Anlagen und wird von weisen Erziehern zu einem vorbildlichen zukünftigen Herrscher erzogen. Siegfried wird als kampfgewandter und mutiger junger Mann beschrieben, der oft seine Kräfte erprobt. Wichtigstes Ereignis in Siegfrieds Jugend ist seine Schwertleite (Promotion zum Ritter); das Nibelungenlied erzählt vom einzigen Fest des ganzen Epos, auf dem niemand Leid empfindet, sondern alle nur Freude. Anlässlich der Vergabe der erblichen Lehen durch Siegfried an die Lehnsleute der nächsten Generation auf diesem Fest äußern die mächtigen Herren, dass sie auch eine Herrschaftsübernahme durch Siegfried gerne sehen würden. Er macht sich jedoch nichts aus Herrschaft und tritt freiwillig hinter seine Eltern zurück, obwohl er die Aufgaben des Königs, insbesondere das Richteramt, gerne wahrnimmt. Dieser Zug Siegfrieds, die Aufgaben eines Herrschers leicht und gerne zu erfüllen und dabei nicht die formalen Ehren der Herrschaft für sich anzustreben, wird für ihn bis zu seinem Tod kennzeichnend sein.

#### 3. Âventiure
Siegfried will um Kriemhild werben, die alle Werber abweist. Doch seine Eltern, Siegmund und Sieglinde, sind zunächst gegen diese Verbindung. Siegmund hat anscheinend Sorge, dass ein Krieg mit den Burgunden ausbrechen könnte – das mächtige Wormser Reich würde wohl nicht eine Prinzessin an das kleinere Xantener Reich verheiraten –, und Sieglinde sorgt sich um das Leben ihres Sohnes. Obwohl beide ihm heftig abraten, fasst Siegfried den festen Entschluss, um die Hand Kriemhilds, notfalls mit Gewalt, anzuhalten. Am Ende setzt er seinen Willen durch. Siegfried bricht mit nur zwölf Gefährten nach Worms auf. Als sie dort ankommen, ahnt Hagen, dass es sich bei dem Ankömmling um Siegfried handelt, und erzählt dem Hof aus dessen Geschichte: Siegfried habe den wunderbaren Hort des verstorbenen Königs Nibelung erworben, indem er dessen Söhne erschlug. Diese seien bei der Erbteilung in Streit geraten und hätten Siegfried gebeten, den Hort für sie zu teilen. Aber auch mit seiner Teilung seien sie nicht einverstanden gewesen und zornig auf ihn losgegangen. Vorausschauend habe Siegfried im Voraus als Lohn für die Erbteilung Balmung, das Schwert des Nibelung, verlangt. Damit habe er sie und die Riesen in ihrem Gefolge erschlagen. Der Zwerg Alberich habe den Hort mithilfe eines unsichtbar machenden Tarnmantels (kappe ‚Mantel‘, daher historisierend Tarnkappe genannt) bewacht, sei aber von Siegfried gefesselt worden. Alberich müsse fortan als Kämmerer den Hort für Siegfried bewachen. Außerdem, setzt Hagen fort, habe Siegfried einmal einen Drachen erschlagen, habe in dessen Blut gebadet und besitze seither eine unverletzliche Hornhaut. Das Wichtigste, was Hagen von Siegfried berichtet, ist der Erwerb des Hortes: Hagens Gedanken sind immer wieder darauf fixiert. Gunther geht daraufhin Siegfried entgegen (was ehrenvolle Anerkennung von Gleichrangigkeit bedeutet), aber Siegfried fordert unter Berufung auf seine königliche Abstammung Gunther zum Zweikampf heraus; dem Sieger solle das Erbe des Unterlegenen gehören. Der Wormser Hof geht darauf nicht ein: Das Burgundenreich ist ein Erbreich; man hat es weder nötig, jemandem sein Reich mit Gewalt abzunehmen, noch will man es gegen Gewalt abtreten. Fast kommt es zu einem Kampf, doch im letzten Moment greift Gernot ein und verhindert ihn. Er schlägt vor, Siegfried möge als Gast bleiben, was dieser gerne annimmt. Allerdings bekommt er Kriemhild ein Jahr lang nicht zu sehen, und er erwähnt auch nicht, dass sie der Grund seines Kommens ist. Während die Prinzessin vor den Augen der Ritter, also auch Siegfrieds, verborgen gehalten wird, kann sie von oben, aus den Fenstern der Kemenate, ohne gesehen zu werden, die Spiele der Ritter im Burghof beobachten, bei denen Siegfried sich glänzend hervortut. Sie verliebt sich in ihn, ohne dass er weiß, dass sie ihn schon gesehen hat.

#### 4.–5. Âventiure
Als die Sachsen und Dänen mit einem übermächtigen Heer dem Wormser Reich den Krieg erklären, bietet Siegfried seine Hilfe an. Er leitet umsichtig den Kriegszug und besiegt persönlich die beiden feindlichen Könige im Zweikampf.
Da man erkannt hat, dass Kriemhild Siegfried zu seiner Hilfeleistung motivierte, versucht man beim Siegesfest, ihn mit Kriemhild zu locken, um weiterhin seiner Hilfe sicher zu sein. Während des Festes tauschen Kriemhild und Siegfried liebevolle Blicke.

#### 6.–8. Âventiure
Trotzdem will Siegfried erst werben, wenn er auch Gunther zu einer Braut verholfen hat: Gunther hat sich Brünhild in den Kopf gesetzt, die Königin von Island, von der Siegfried jedoch abrät: Brünhild besitzt, solange sie Jungfrau bleibt, übernatürliche, magische Kräfte und ist nicht bereit, sich einem Mann hinzugeben, der sie nicht in drei Kampfspielen besiegen kann: Steinwurf, Weitsprung und Speerwurf. Misslingt es ihm, ist sein Leben verwirkt. Gelänge es ihm, wäre sie bereit, seine Überlegenheit anzuerkennen und seine Frau zu werden. Gunther könnte das aber nicht leisten. Siegfried ist sowohl ortskundig, denn er war schon an Brünhilds Hof und kennt sie persönlich, als auch kräftig genug, die Spiele zu bestehen, hat dennoch nicht um sie geworben. Hagen rät, Siegfried möge Gunther zu ihr verhelfen. Siegfried verspricht es, wenn Gunther ihm dafür Kriemhild zur Frau gibt. Auf märchenhafte Weise segeln Gunther, Siegfried, Hagen und Dankwart nur zu viert in einem kleinen Schifflein nach Island.
Brünhild erwartet zunächst, dass Siegfried um sie werben wolle. Um nicht ihren Verdacht zu erregen, warum er mitkommt, gibt Siegfried sich als Gefolgsmann Gunthers aus und erklärt, er komme nicht freiwillig mit. Um diese Täuschung zu vervollkommnen, leistet Siegfried für Gunther den Stratordienst: er führt Gunthers Pferd vor aller Augen am Zügel. Daraufhin akzeptiert Brünhild, dass Gunther um sie werben will, und wird zu ihrer Überraschung von ihm, den sie als schwach einschätzt, besiegt: Durch die Tarnkappe unsichtbar gemacht, besiegt Siegfried Brünhild so, dass sie glaubt, Gunther habe den Sieg aus eigener Kraft errungen. Brünhild lässt ihre Gefolgsleute herbeiholen, um die Herrschaft an Gunther zu übergeben. Hagen befürchtet wie stets einen Hinterhalt.
Siegfried fährt, durch die Tarnkappe unsichtbar, mit dem Schifflein ins Nibelungenland und holt tausend Nibelungen herbei – nachdem er den Torwächter und seinen Kämmerer Alberich inkognito auf ihre Treue überprüft und dabei verprügelt hat. Nun übergeben Brünhild und Gunther die Verwaltung Islands an einen Verwandten Brünhilds; man reist nach Worms ab.

#### 9. Âventiure
Gunther will Hagen als Boten vorausschicken, damit in Worms ein festlicher Empfang vorbereitet werden kann. Hagen aber lehnt ab, da er kein Bote sei. Gunther solle stattdessen Siegfried bitten. Siegfried weist diese Zumutung zunächst ebenfalls zurück, doch als Gunther ihn bittet, Kriemhild zuliebe den Auftrag auszuführen, sagt Siegfried zu. Er erfüllt ihn bestens, und alles wird für den Empfang vorbereitet.

#### 10. Âventiure
Brünhild kommt in Worms an. Hier ist alles anders: Siegfried wird, zu ihrer Verwunderung, ebenso königlich behandelt wie Gunther. Es gibt eine Doppelhochzeit: Gunther–Brünhild und Siegfried–Kriemhild. Kriemhilds Vermählung mit dem vermeintlichen Gefolgsmann Siegfried erscheint Brünhild als eine Mesalliance. Brünhild weint an der Hochzeitstafel und verlangt von Gunther Aufklärung. Um die Ehe nicht zu gefährden, darf sie nicht erfahren, dass sie einem Betrug aufgesessen ist. Gunther verweigert ihr daher die Auskunft. Da beschließt sie, den Vollzug der Ehe zu verweigern, bis er ihr die Wahrheit gesteht. Da Gunther das nicht tun kann, fesselt ihn Brünhild in der Hochzeitsnacht mit ihrem Gürtel und hängt ihn an einen Nagel an der Wand. Erst am Morgen nimmt sie ihn ab. Wieder muss Siegfried helfen: In der nächsten Nacht schleicht er, durch die Tarnkappe unsichtbar, in Gunthers Schlafzimmer und ringt Brünhild im Ehebett nieder, bis sie sich ergibt. Dann tauschen Gunther und Siegfried die Plätze und Gunther vollzieht die Ehe. Erst durch den Verlust der Jungfräulichkeit verliert sie ihre magischen Kräfte. Während des Kampfes entwendet Siegfried heimlich Brünhilds Ring und Gürtel und schenkt sie später seiner Frau Kriemhild als Beweisstücke, wo er in der Nacht nach der Hochzeitsnacht gewesen war.

#### 11. Âventiure
Siegfried und Kriemhild reisen am Ende der Hochzeitsfeierlichkeiten in ihr Reich ab. Da kommt es zur ersten Meinungsverschiedenheit. Kriemhild wünscht, dass ihre Brüder mit ihr das Erbe teilen. Siegfried ist dagegen, weil er so reich ist, dass sie es nicht nötig hat, ihren Brüdern etwas wegzunehmen. Kriemhilds Brüder wären kompromissbereit; Kriemhild selbst ebenfalls: sie wolle doch einen Anteil an den burgundischen Gefolgsleuten, um im neuen Land Vertraute um sich zu haben. Darauf einigt man sich; sie will Hagen von Tronje mit sich nehmen. Hagen ist empört: die Verpflichtung derer von Tronje ist, den Königen zu dienen; an Siegfried verschenken dürften sie ihn nicht. Eine Frau als Herrscherin kommt also in Hagens Weltbild nicht vor. Damit sind in dieser für Kriemhild wichtigen Frage Siegfried und Hagen einer Meinung. Einige Gefolgsleute folgen Siegfried und Kriemhild freiwillig; insbesondere der Graf Eckewart. Kriemhild wird in Niderland prächtig empfangen; Siegmund übergibt die Herrschaft vollständig an Siegfried. Nach neun Jahren gebiert Kriemhild einen Sohn, den man Gunther nennt; etwa zur selben Zeit schenkt Brünhild ebenfalls einem Sohn das Leben; man nennt ihn Siegfried. Siegfried herrscht außer über Niderland auch über Nibelungenland, das mit Norwegen identifiziert wird, und genießt vor allem die unvorstellbaren Reichtümer des Nibelungenhorts.

#### 12.–13. Âventiure
Obwohl seit der Hochzeit viel Zeit vergangen ist, bewegt Brünhild immer wieder die Frage nach der angeblichen Vasallenstellung Siegfrieds. Sie fragt sich, wie Kriemhild eine glückliche Ehe mit ihm führen könne, der sich doch zuvor bei der Brautwerbung Brünhilds als Gefolgsmann Gunthers vorstellte. Auch leisteten seit langem weder er noch Kriemhild standesgemäß König Gunther den Vasallendienst – Brünhild wittert den Betrug und drängt nach der Wahrheit.
Zwar wäre das Vasallenverhältnis zwischen Siegfried und Gunther durch eine so lange Zeit der Nichtleistung von Diensten längst verjährt, dennoch verlangt Brünhild vom König, Siegfried zum Hofdienst zu befehlen. Um den Forderungen Brünhilds Rechnung zu tragen, ohne Siegfried zu beleidigen, findet Gunther einen Kompromiss. Er lädt Siegfried und Kriemhild zu einem Fest nach Worms. Gunther schickt Boten zu Siegfried und Kriemhild, die zeitweise in Xanten, dem Erbreich Siegfrieds, zeitweise im norwegischen Nibelungenland residieren. Kriemhild hat trotz ihrer großen Liebe zu Siegfried und der Machtstellung, die sie seit Sieglindes Tod innehat, Heimweh nach Worms. Auf ihren Wunsch nimmt Siegfried die Einladung an und lässt die Boten mit großzügigen Geschenken nach Worms zurückkehren. Hagen veranlassen die üppigen Gaben zu einer missgünstigen Bemerkung gegenüber dem Reichtum Siegfrieds.
Siegfried, Kriemhild und Siegmund reisen nach Worms; das von Kriemhild inzwischen geborene Kind wird zurückgelassen. In Worms werden Siegfried und Kriemhild wieder gleichrangig mit Gunther und Brünhild behandelt.

#### 14. Âventiure

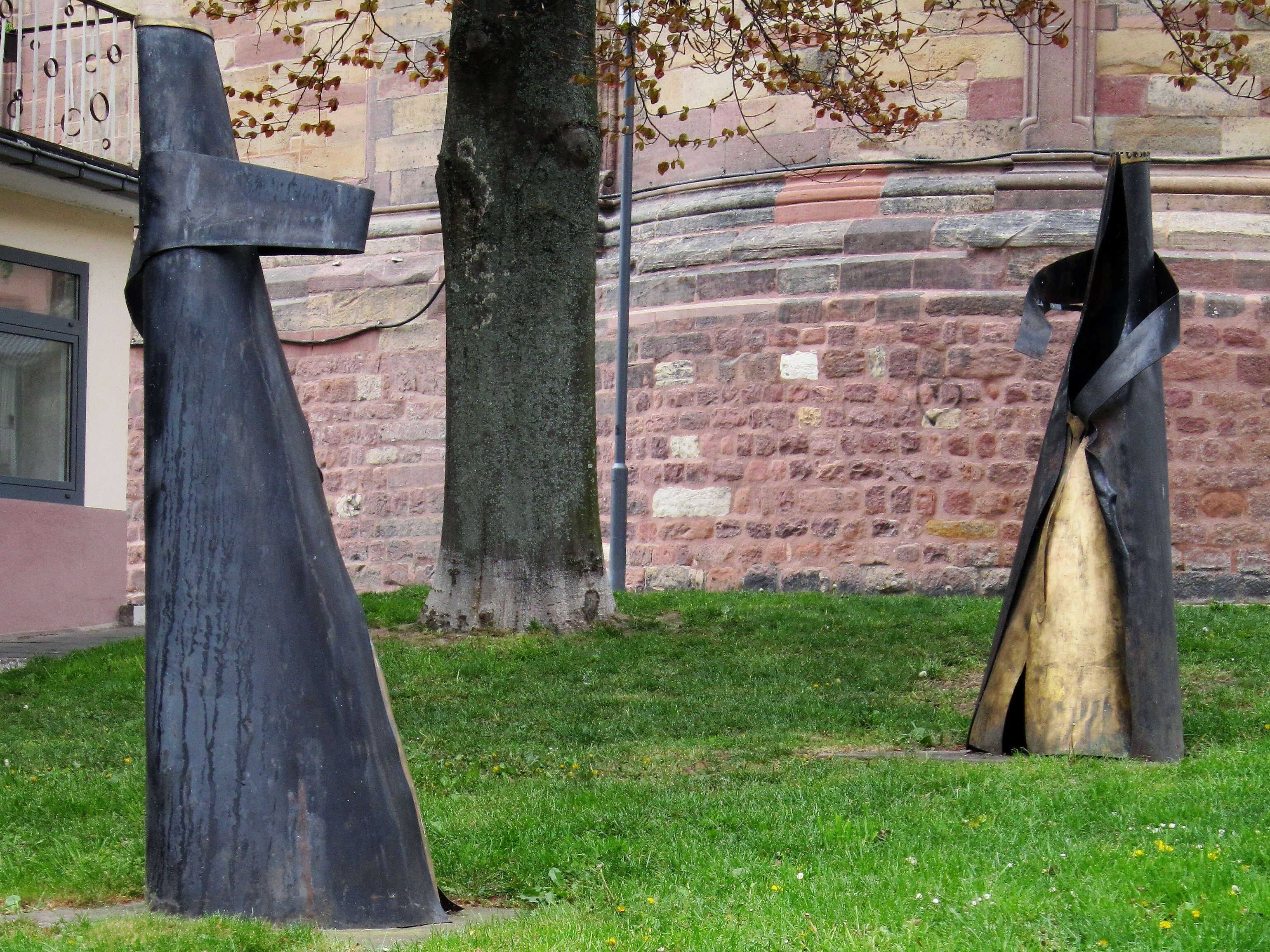
Skulptur „Königinnenstreit“ von Jens Nettlich (2000) beim Dom St. Peter in Worms

Als sie einem Turnier zusehen, geraten die beiden Königinnen in einen Streit über den Rang ihrer Männer: Kriemhild lobt ihren Gatten Siegfried überschwänglich, als dieser sich im Turnier hervortut, und meint, einem so herrlichen Helden stehe es an, auch über das Wormser Reich zu herrschen. Darauf antwortet Brünhild, dass sie selbst Siegfried habe sagen hören, dass Gunther sein Herr sei. Daher halte sie ihn für einen ‚Eigenmann‘ (einen Unfreien) und zu Diensten verpflichtet, – so weit waren Siegfrieds Äußerungen und Handlungen auf Island aber nicht gegangen (den Steigbügeldienst als Symbol der Unterordnung hatten auch die Päpste Hadrian IV. und Alexander III. von Kaiser Friedrich I. Barbarossa verlangt – für das Publikum des Nibelungenliedes hatte die Frage, wie tief man sich durch den Stratordienst erniedrigt, eine hochpolitische Komponente). Kriemhild gerät in Zorn. Beide wollen den Streit öffentlich austragen, um die Rangfrage verbindlich zu entscheiden: Diejenige der beiden, die bei der Abendmesse zuerst das Münster betreten darf, solle als ranghöher gelten. Kriemhild bereitet sich für diesen Auftritt entsprechend vor und kleidet sich und ihr Gefolge prächtig ein. Als Brünhild Kriemhild vor dem Betreten des Münsters befiehlt, stehenzubleiben, und sie als eigen diu ('leibeigene Dienstmagd') beschimpft, nennt Kriemhild sie eigen mannes kebse ('die Kebse eines leibeigenen Mannes'), weil Siegfried, nicht Gunther, Brünhild die Jungfräulichkeit genommen habe. Brünhild weint; Kriemhild betritt als erste das Münster. Während der Messe denkt Brünhild nach, wieso Kriemhild eine solche Beschimpfung hatte äußern können, und beschließt bei sich, Siegfried müsse sterben, wenn er sich entsprechend geäußert hätte. Nach der Messe ist Brünhild wieder gefasst und fordert von Kriemhild Beweise. Diese weist nun Brünhilds Ring und Gürtel vor. Brünhild weint aufs Neue und ruft Gunther herbei, der Siegfried holen lässt, er solle aussagen, ob er sich gerühmt habe, Brünhild die Jungfräulichkeit genommen zu haben, oder einen Eid leisten, es nicht gesagt zu haben. Siegfried ist sofort bereit, den Eid zu leisten. Doch Gunther erlässt ihm den Eid, weil ihm Siegfrieds Unschuld ihm gegenüber bekannt ist. Siegfried schiebt die Schuld auf die Streitsucht der Frauen und betont die Pflicht des Gatten, die Ehefrau zu züchtigen. Hagen will sich für die erheblich verletzte Ehre seiner gedemütigten Herrin rächen; der Vorfall liefert einen hervorragenden Grund, Siegfried zu töten. Vor allem aber geht es Hagen um den Nibelungenhort, den er nur nach Siegfrieds Tod in seine Gewalt bekommen kann. Hagen schlägt im „Mordrat“ die Ermordung Siegfrieds vor, denn er hält Siegfried für eine Bedrohung des Hofes von Worms und überzeugt Gunther davon, dass es auch ihm, Gunther, nütze, wenn Siegfried den Tod fände: man könne dann die Reichtümer Siegfrieds an sich reißen. Zögernd gibt Gunther nach und übernimmt die Verantwortung für Hagens Taten.

#### 15.–16. Âventiure
Gunther und Hagen lassen falsche Boten auftreten, sie sollten eine Erneuerung des Sachsenkrieges ankündigen. Siegfried ist sofort wieder zur Hilfe bereit. Hagen gelingt es, Kriemhild das Geheimnis zu entlocken, dass eine Stelle von Siegfrieds Rücken, die beim Bad im Drachenblut von einem Lindenblatt bedeckt wurde, verwundbar blieb, indem er ihr vorspiegelt, im Krieg diese Stelle beschützen zu wollen. Sie solle diese Stelle auf Siegfrieds Kleidung durch ein Kreuzchen markieren. Als er dies erreicht hat, kann der erlogene Kriegszug durch neue fingierte Boten, die die Kriegserklärung rückgängig machen, abgesagt werden. Stattdessen lässt Gunther eine Jagd ansetzen.
Als Siegfried sich von Kriemhild verabschiedet, um an dem Jagdausflug teilzunehmen, ahnt sie, dass es unvorsichtig gewesen war, Hagen das Geheimnis anzuvertrauen. Sie versucht, durch Erzählung warnender Träume Siegfried zu überreden, nicht an der Jagd teilzunehmen, wagt aber nicht, ihm ihre unkluge Handlung zu gestehen. Siegfried nimmt die Warnung nicht ernst und nimmt an der Jagd teil. Er ist der erfolgreichste Jäger. Hagen lässt mit Gunthers Zustimmung den Wein an einen falschen Ort senden; als Siegfried dürstet, schlägt er einen Wettlauf zu einer Quelle im Wald vor; Siegfried solle zeigen, wie schnell er laufen könne. Siegfried schlägt daraufhin vor, mit Hagen um die Wette zu laufen. Siegfried gewinnt den Wettlauf, wartet jedoch aus Höflichkeit, bis auch Gunther nachgekommen ist und getrunken hat. Dann beugt Siegfried sich über die Quelle. Nun kann Hagen Siegfried von hinten mit dessen Speer ermorden. Der Sterbende schilt den feigen Mord als verächtlich; am verächtlichsten sei Gunthers Haltung. Hagen ist stolz, die Herrschaft der burgundischen Könige gesichert und ihren Reichtum vergrößert zu haben.

#### 17.–19. Âventiure

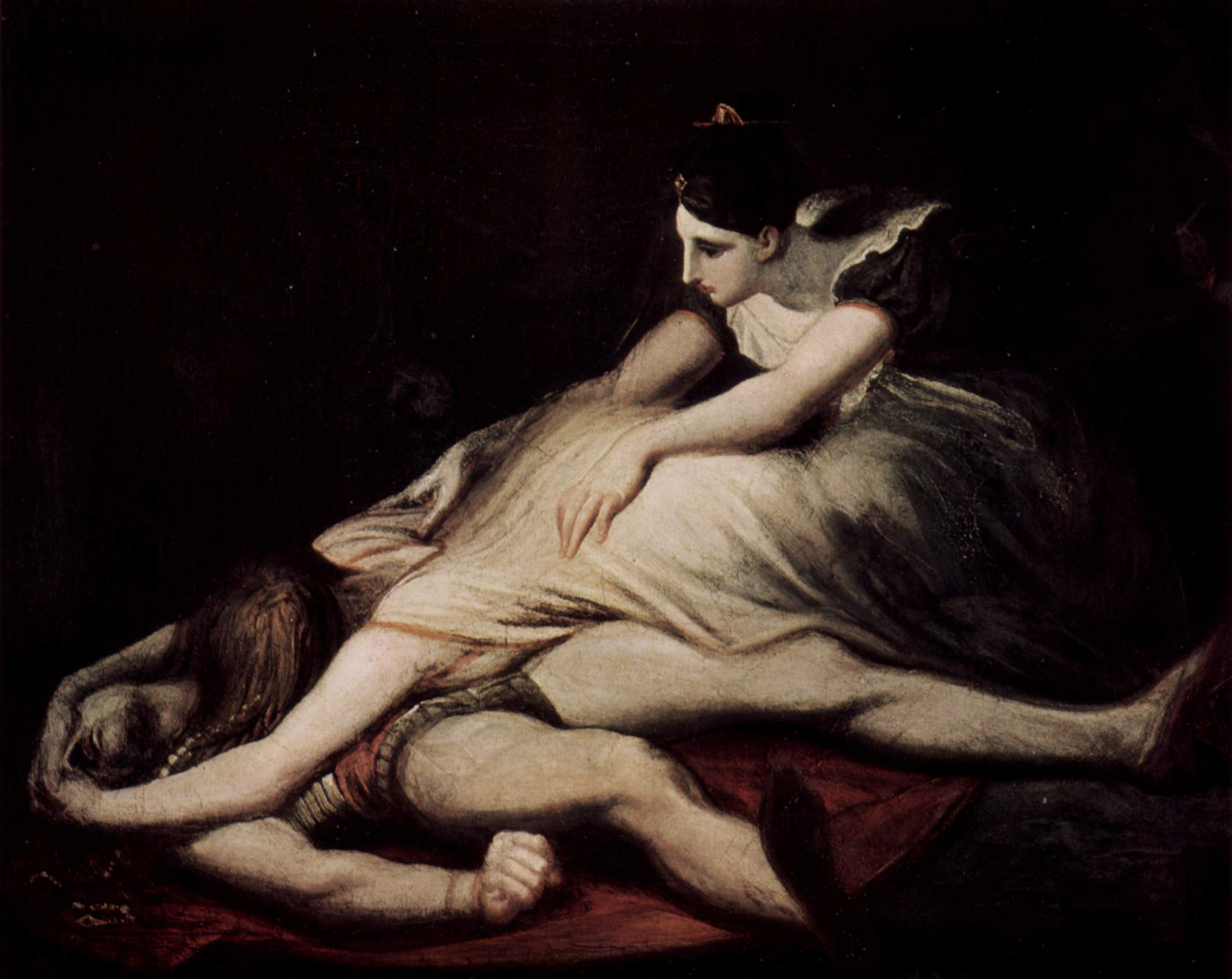
Johann Heinrich Füssli, Kriemhild wirft sich auf den toten Siegfried, 1817

Die Mörder kehren nachts über den Rhein nach Worms zurück. Hagen lässt Siegfrieds Leichnam vor Kriemhilds Kammertür werfen. Sie glaubt sicher zu wissen, wer der Mörder war, hat aber keine rechtstauglichen Beweise. Bei der 'Bahrprobe' beginnen Siegfrieds Wunden zu bluten, als Hagen herantritt. Es war allgemeiner Aberglaube, dass die Wunden eines Toten bluten, wenn der Mörder an die Bahre tritt. Gunther leistet aber einen Reinigungseid für Hagen, dass dieser unschuldig sei und Siegfried von Räubern erschlagen wurde.
Siegmund kehrt wieder in sein Land zurück und bietet Kriemhild an, mitzukommen. Ute, Giselher und Gernot überreden sie jedoch zum Bleiben, da sie in Niderland nur den Schutz einer einzigen Person, des schon alten Siegmund, habe. Die Blutsverwandten könnten ihr besseren Schutz geben als die Verwandten des ermordeten Gatten.
Kriemhild verbringt mehrere Jahre mit Trauer und Gebet. Brünhild herrscht dagegen stolz und unangefochten, mit übermüete ('Hochmut'). Das Weinen Kriemhilds ist ihr gleichgültig. Hagen bringt die Könige dazu, Kriemhild zu überreden, den Nibelungenhort nach Worms kommen zu lassen. Sie benutzt aber den Schatz (ihre Morgengabe, daher ihr Eigentum), um fremde Recken an sich zu binden, indem sie ihnen Geschenke macht, aus denen sie eine Verpflichtung herleiten kann. Hagen ahnt, dass sie damit Freunde gewinnen könnte, die den Mord rächen und ihm gefährlich werden könnten. Er entwendet daher Kriemhild den Schatz und versenkt ihn im Rhein, in der Absicht, ihn bei Gelegenheit zu nutzen. Die drei Könige dulden sein Vorgehen und machen sich dadurch neuerlich mitschuldig. Damit endet der erste Teil.

### Zweiter Teil

#### 20.–23. Âventiure
Kriemhilds Rachepläne erhalten eine Chance zur Umsetzung, als 13 Jahre nach Siegfrieds Tod der Hunnenkönig Etzel, der mächtigste Herrscher der Welt, sie heiraten will. Sie lehnt zunächst ab und will den Rest ihres Lebens mit Trauer um Siegfried verbringen; aber ihre Brüder raten ihr zu der Heirat. Besonders Giselher hofft, sie mit dieser Heirat, die ihr Ehre und Ansehen zurückgeben wird, zu ergetzen, das heißt die Schuld (Siegfrieds Tod) zu sühnen. Nur Hagen erkennt die Gefahr, dass sie als Gattin Etzels über große Macht verfügen würde. Der Werber, Markgraf Rüdiger von Bechelaren (Pöchlarn an der Donau), verspricht ihr unbedingte Gefolgschaftstreue; daraufhin nimmt sie an. Kriemhild zieht mit großem Gefolge ins Land der Hunnen (Ungarn); Etzel zieht ihr entgegen; die Hochzeit findet in Wien statt. Kriemhild wird zu einer mächtigen Herrscherin an Etzels Seite und bekommt mit ihm einen Sohn, Ortlieb.
Weitere 13 Jahre später bringt sie in einem taktisch klugen „Bettgespräch“ Etzel dazu, ihre Brüder und Hagen, dem sie den Mord an Siegfried und den Raub des Nibelungenschatzes niemals verziehen hat, ins Land der Hunnen zu einem Hoffest einzuladen.

#### 24.–27. Âventiure
Die Eingeladenen vermuten eine Falle. Zu den Warnern gehören Hagen, der Küchenmeister Rumold, dessen humorvolle Worte berühmt sind („Rumolds Rat“), sowie die alte Ute. Rumold erinnert nicht nur an Kriemhilds Rachepläne, sondern auch daran, dass Etzel eine Zeitlang die Vorherrschaft über das Burgundenreich beansprucht hatte und Hagen in seiner Jugend eine Zeitlang Geisel am Hunnenhof gewesen war. Gerade wegen der Warnungen, um nicht als Feigling zu gelten, befürwortet Hagen nun die Reise, obwohl er zunächst als erster vor ihr gewarnt hatte. Die Burgunden nehmen schließlich die Einladung an und begeben sich auf die Reise entlang der Donau, weil sie der Meinung sind, durch die Mitnahme von 1000 Kriegern (mit 9000 Knechten) genug gegen Rachepläne Kriemhilds oder Herrschaftspläne Etzels geschützt zu sein. Zum Abschied hält Gunther noch einmal das Beilager mit Brünhild. Das ist ihr letztes Auftreten im Nibelungenlied. Die Burgunden nehmen von hier an auch den Namen „Nibelungen“ an, was daran erinnert, dass sie sich nun als Besitzer des Hortes fühlen. Während der Reise an Etzels Hof wird Hagen von zwei weissagenden Wasserfrauen gewarnt, allen stehe der Untergang bevor, nur der Kaplan werde lebend nach Worms zurückkehren. Hagen will diesen sogleich töten, damit die Prophezeiung sich nicht erfülle, und wirft ihn, der nicht schwimmen kann, während der Überfahrt in die Hochwasser führende Donau und stößt ihn noch mit der Fährstange auf den Grund des Flusses; aber der Kaplan kann sich durch ein Wunder Gottes ans Ufer retten. Damit weiß Hagen: die Prophezeiung ist wahr. Bis zum Ende tut er daher alles, um das Schicksal herauszufordern. Unterwegs erleben sie, neben verschiedenen unheilvollen Vorzeichen, eine erfreuliche und tröstliche Bewirtung: durch Rüdiger von Bechelaren, mit dessen Tochter schließlich Giselher verlobt wird. Dadurch hat sich Rüdiger beiden Seiten verpflichtet; ahnungslos, dass zwischen Kriemhild und ihren Brüdern ein Konflikt ausbrechen könnte.

#### 28.–30. Âventiure
Dietrich von Bern, der, aus seinem ererbten Königreich in Oberitalien vertrieben, mit seinen Getreuen im Exil am Hof Etzels weilt, reitet den Burgunden entgegen, um sie zu warnen, dass Kriemhild noch täglich um Siegfried weint. Hagen verhöhnt gleich nach der Ankunft an Etzels Hof Kriemhild offen. Er weigert sich, am Hof Etzels die Waffen abzulegen: eine schwere Beleidigung des Gastgebers. Er zeigt demonstrativ, dass er Siegfrieds Schwert mit sich führt. Kriemhild wagt jedoch nicht, aus Angst vor Dietrichs Zorn, dagegen einzuschreiten. Sie versucht, hunnische Krieger dazu aufzureizen, einen Kampf mit Hagen zu beginnen. Diese fürchten aber die Stärke Hagens und dessen Gefährten Volker; Kriemhild muss den Plan fallen lassen. Etzel ahnt nichts von den Racheplänen seiner Frau. Er zeigt jedoch seine Vorrangstellung, indem er die Burgunden lange im Hof warten lässt, bis sie den Königssaal betreten, und erhebt sich erst von seinem Sitz, um Gunther entgegenzugehen, als dieser den Saal betritt.
Die Burgunden fürchten, dass in der Nacht ein heimlicher Überfall erfolgen könnte, da man bei Tag ihre Stärke fürchtete. Hagen und Volker halten gemeinsam Schildwacht. Volker, der außer als Kämpfer vor allem eine wunderbare Begabung als Musiker besitzt, spielt auf der Fidel beruhigende Melodien, die den Burgunden die Angst nehmen und sie einschlafen lassen. Die aggressiv-witzigen Sprüche und Handlungen Volkers tragen allerdings zur Eskalation des Konflikts bei, so dass eine friedliche Beilegung unmöglich wird. Die 30. Âventiure mit der Schilderung der ergreifenden Wirkung der Musik bildet einen besonders lyrischen Abschnitt des Werkes.

#### 31.–33. Âventiure
Am nächsten Tag provozieren Hagen und Volker die Hunnen, da sie ahnen, dass es zum Kampf kommen wird und diesen möglichst schnell herbeiführen wollen. Auf der anderen Seite will Kriemhild durch das Angebot großzügiger Geschenke den Bruder Etzels, Blödel, dazu bringen, Hagen zu töten. Doch Blödel lehnt ab. Ebenso wenig kann Kriemhild ihre Brüder Gernot und Giselher zur Abkehr von Hagen bewegen. Etzel ist den Gästen freundlich gesinnt und will den sechsjährigen Sohn Kriemhilds und Etzels, Ortlieb, der christlich getauft wurde, den Burgunden als Bindeglied zwischen beiden Reichen zur Erziehung nach Worms mitgeben. Hagen vermutet in diesem Angebot einen Vormachtsanspruch Etzels und prophezeit den Tod des Kindes.
Angesichts der Angebote Kriemhilds sieht sich Blödel veranlasst, zumindest den Bruder Hagens, Dankwart, der die Knechte beaufsichtigt, herauszufordern. Im folgenden Zweikampf wird Blödel von Dankwart erschlagen; anschließend erschlägt eine Schar von Hunnen die wehrlosen Knechte der Burgunden.
Dankwart kämpft sich blutig durch die Hunnen bis zum Rittersaal durch und berichtet Hagen den Vorfall. Daraufhin tötet Hagen Ortlieb und fordert die Burgunden auf, die Hunnen umzubringen. Es kommt zum Blutbad. Unter den Burgunden tut sich außer Hagen und den Königen dabei vor allem Volker hervor. Etzel und Kriemhild können den Saal nur unter dem Schutz Dietrichs verlassen. Dieser empfindet zwar Sympathie für die Burgunden, bleibt aber Etzel und Kriemhild treu. Er und Rüdiger versuchen zunächst, am Kampf unbeteiligt zu bleiben.

#### 34.–38. Âventiure
Im Laufe der Kämpfe gehen die Helden beider Seiten zugrunde; ein Umschwung tritt ein, als Etzel und Kriemhild Rüdiger anflehen, er solle ihnen seine Lehnstreue beweisen. In dem Konflikt zwischen Lehnstreue und Treue zu den zukünftigen Verwandten entscheidet sich Rüdiger für die Pflicht und kämpft mit allen seinen Mannen gegen die Burgunden. Hagen hatte in Pöchlarn von Rüdigers Gattin einen Schild als Gastgeschenk erhalten; in einer symbolischen Forderung verlangt er nun Rüdigers Schild, da ihm jener zerbrochen sei. Mit der Bereitschaft, seinen Schild Hagen zu überlassen, erkennt Rüdiger symbolisch seine Verpflichtung an, den Burgunden Schutz zu gewähren, lässt jedoch vom Kampf nicht ab. Hagen bewundert Rüdigers ethische Gesinnung; er und Volker greifen Rüdiger nicht an. Zwischen der Truppe Rüdigers und den übrigen Burgunden entspinnt sich jedoch ein Gemetzel, in dem Gernot und Rüdiger einander töten.
Die unermessliche Klage der Hunnen um den allseits beliebten Rüdiger dringt auch an Dietrichs Ohr. Als er die Ursache erfährt, schickt er Hildebrand aus, den alten Waffenmeister Dietrichs, von den Burgunden den Leichnam Rüdigers zu erbitten, um ihn ehrenvoll begraben zu können. Gegen Dietrichs Willen begleiten jedoch die jungen Heißsporne aus Dietrichs Gefolgschaft Hildebrand. Als Volker sie verspottet, es sei Feigheit, um den Leichnam zu bitten, statt sich ihn im Kampf zu holen, reißt ihnen, vor allem Hildebrands Neffen Wolfhart, die Geduld, und gegen Dietrichs Befehl stürmen sie in den Kampf. Wolfhart und Giselher erschlagen einander; Hildebrand erschlägt Volker. Von den Burgunden leben nun nur mehr Gunther und Hagen. Von Dietrichs Leuten kommt nur Hildebrand mit dem Leben davon; er meldet Dietrich den Tod aller seiner Getreuen.

#### 39. Âventiure

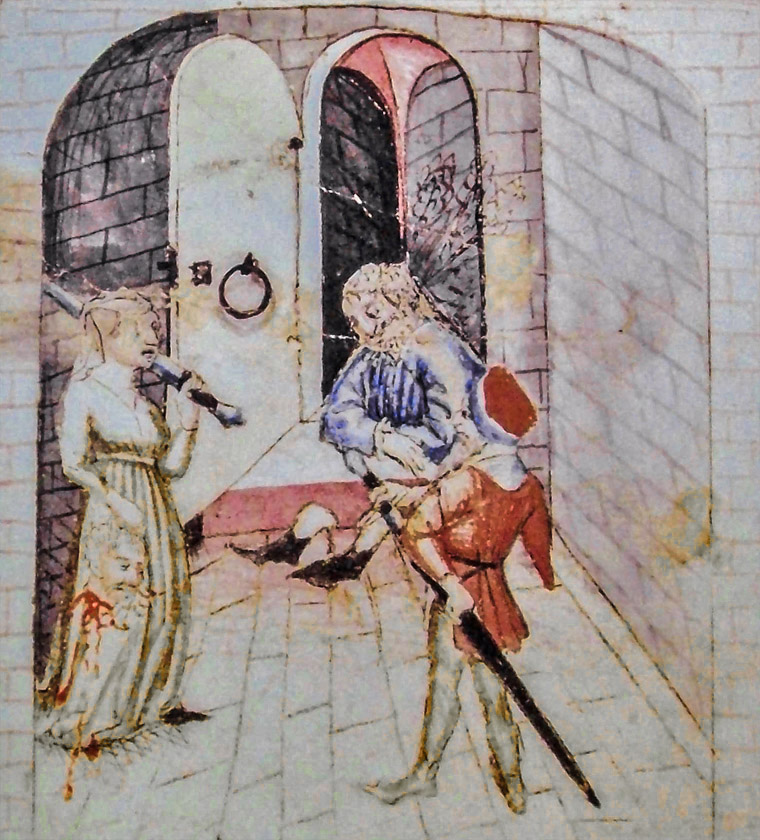
Kriemhild erscheint mit Gunthers abgeschlagenem Kopf vor Dietrich von Bern und dem gefangenen Hagen. (Hundeshagener Codex, Ms. germ. fol. 855, Blatt 158v)

Dietrich von Bern beklagt den Tod seiner Gefolgsleute; durch die Klage gewinnt er wieder Heldenmut. Mit Hildebrand tritt er vor Gunther und Hagen und fordert Genugtuung für die Erschlagenen. Er wäre bereit, Gunther und Hagen das Leben zu schenken, wenn sie sich ihm ergäben. Vor allem Hagen ist nicht bereit, darauf einzugehen. Da kämpft Dietrich gegen beide, besiegt sie und überantwortet sie gefesselt Kriemhild mit der Forderung, sie möge ihnen das Leben schenken, wenn sie bereit seien, für das ihr angetane Leid Entschädigung zu leisten. Dietrich vertritt den Standpunkt, dass auch für einen Mord Geldbuße geleistet werden kann. Kriemhild verlangt von Hagen den Schatz, um Dietrichs Bedingung zu erfüllen – allerdings ohne zu erwarten, dass Hagen darauf eingehen wird. Er erklärt ihr, das Versteck nicht preiszugeben, solange einer seiner Herren noch lebt. Darauf lässt Kriemhild Gunther den Kopf abschlagen. Als sie mit dem Haupt ihres Bruders vor Hagen tritt, erklärt er, nun wüssten nur Gott und er den Aufenthalt des Hortes. Provokant hatte er das Schwert Siegfrieds, das er sich widerrechtlich, durch Leichenraub, nach dem Mord angeeignet hatte, an den Etzelshof mitgenommen. Dieses ergreift nun Kriemhild und, nachdem es den von ihr dazu angestifteten Männern nicht gelungen war, sie zu rächen, schlägt sie, im Gedenken an ihren toten Geliebten, Hagen eigenhändig mit Siegfrieds Schwert den Kopf ab. Die Männer sind entsetzt, auch Etzel; nicht über den Tod Hagens, den er selbst wünschte, sondern dass einer der größten Ritter durch die Hand einer Frau starb, da das direkte Eingreifen einer Frau in das Geschehen als schandbar empfunden wurde. Hildebrand erschlägt Kriemhild, denn Kriemhild hatte beide von Dietrichs zuvor geäußerten Aufforderungen, dass sie ihren Vorteil aus der Verschonung Gunthers und Hagens ziehen möge, und nicht aus ihrer Hinrichtung, gebrochen. Am Ende stehen Dietrich von Bern, Hildebrand, Etzel und die ritterliche Gesellschaft weinend vor der Bilanz unsagbaren Elends, und auch der Erzähler nimmt trauernd Abschied. Die Worte der unerfahrenen Kriemhild aus der Eingangsaventüre, „Es hat sich an vielen Frauen gezeigt, dass Liebe am Schluss mit Leid lohnen kann“, werden vom Erzähler in der vorletzten Strophe variiert zu: „wie die Liebe am Schluss immer Leid gibt“. Dieses Leid betrifft aber nicht nur die Liebeshandlung, sondern die ganze höfische Gesellschaft mit ihrem Streben nach Freude, sowohl kollektiver Freude, die im Fest verwirklicht werden soll, als auch nach individueller Freude. Um Freude empfinden zu können, braucht das höfische Individuum vor allem zweierlei: individuelles Liebesglück mit einem selbst gewählten Partner (im Gegensatz zur vorhöfischen Gesellschaft, in der man glücklich wurde, wenn man gut verheiratet wurde, wie Kriemhilds Mutter Ute in Str. B 14 formuliert), und außerdem Ehre, das ist das Ansehen, das man bei den anderen genießt. Dem Mann wird Ehre vor allem für heldenhaften Kampf zuteil. Dieses Streben des Individuums und der höfischen Gesellschaft nach Freude ist am Ende gescheitert.

## Nibelungenkenntnis im Mittelalter

### Der Nibelungenstoff im Hochmittelalter
Der Stoff der Nibelungensage war im deutschen, nordischen und englischen Sprachraum das ganze Mittelalter hindurch sehr bekannt und verbreitet. Dichter und Geschichtsschreiber erwähnen gelegentlich Figuren oder Konstellationen der Sage; dabei kann man jedoch nicht immer entscheiden, ob die Kenntnis auf das Nibelungenlied (oder eine seiner Vorstufen) zurückgeht oder auf eine der zahlreichen anderen Fassungen (Teilversionen) dieses Stoffes.
So erzählt im 10. Jahrhundert ein süddeutscher (vermutlich bairischer) Mönch in dem lateinischen Schulepos Waltharius Hagens und Gunthers Vorgeschichte, die im Nibelungenlied in der 28. Aventüre und in der 39. Aventüre mehrmals anklingt. Im Waltharius sind Gunther und Hagen Franken, in Worms am Rhein, aber nicht Burgunden wie im Nibelungenlied. Auch dort ist Gunther schatzgierig und raubt mit Hagens Hilfe in einem feigen Überfall in den Vogesen einen Schatz, aber weder Siegfried noch ein anderer Drachentöter kommt vor, sondern die beiden berauben Walther von Aquitanien, der mit seiner Braut Hildegund von Attilas Hof (in Ungarn) floh, dabei Attilas Schatzkiste mitnahm und bei Worms den Rhein überquerte.
Dem lateinischen Ruodlieb des 11. Jahrhunderts hat man nachgesagt, dass er von der Siegfriedsage angeregt gewesen sein könnte. Um 1165–1175 erwähnt der Kleriker Metellus von Tegernsee (Ode 30), dass ein bei den Teutones berühmtes Lied von den Taten des Roger (Rüdiger) und Tetrix (Dietrich) an der Erlaf (heute Erlauf; Fluss, der bei Pöchlarn in die Donau mündet) handelt. Etwa hundert Jahre früher muss sich der Bischof Gunther von Bamberg von seinem Domscholaster Meinhard dafür rügen lassen, dass er sich immer nur mit Attila und den Amelungen (Dietrich von Bern) beschäftigt – damit ist die Heldenepik insgesamt angesprochen.
Der Spruchdichter Herger (Zweite Hälfte des 12. Jahrhunderts) vergleicht Wernhart von Steinsberg (bei Sinsheim) mit Rüedeger von Bechelaeren (26,2). Damals war also am Mittel-/Oberrhein in Adelskreisen der Nibelungenstoff gut bekannt. Der dänische Geschichtsschreiber Saxo Grammaticus berichtet um 1200, freilich anekdotenhaft, dass ein deutscher cantor (Spielmann, Sänger) den 1131 ermordeten schleswigschen Herzog Knut habe warnen wollen, indem er speciosissimi carminis contextu notissimam Grimilde erga fratres perfidiam de industria memorare adorsus („indem er absichtlich begann, im Kontext eines ausgezeichneten Gedichtes den allseits bekannten Verrat Kriemhilds an ihren Brüdern vorzutragen“). Auch die Versenkung des Nibelungenhorts im Rhein war sprichwörtlich. Der Minnesänger Otto von Botenlauben spielt in einem seiner Lieder darauf an (ze loche in dem rine). Literarisch bedeutsame Querbeziehungen hat das Nibelungenlied insbesondere mit dem vermutlich nahezu gleichzeitig entstandenen Parzival-Roman Wolframs von Eschenbach.
Mitte des 13. Jahrhunderts erwähnt der gelehrte Wanderdichter Marner Kriemhilds Verrat an ihren Brüdern, Siegfrieds Tod und den Nibelungenhort als Publikumsrenner, die er jedoch verachte und nicht im Programm habe. Hugo von Trimberg spricht in seiner höfischen Lehrschrift Renner in einer ähnlichen Aufzählung von gern gehörten Erzählstoffen von Kriemhilds „mort“, von Siegfrieds Drachenkampf und vom Nibelungenhort (V. 16183 ff.).
In Schweden und Norwegen waren Teile der Nibelungensage schon um 1000 bekannt. In England erscheint sie schon im Beowulf (spätestens 10. Jahrhundert), doch in ganz anderer Ausformung: der Drachentöter heißt dort Sigmund (im Nibelungenlied: Siegfrieds Vater), und er tötet den Drachen erst, als er schon einen erwachsenen Sohn hat. Auch in Skandinavien, wo die dem deutschen Siegfried entsprechende Figur Sigurd heißt, ist die Geschichte von dessen Vater Sigmund ausführlich erzählt und vielleicht älter als die Sigurdsage. Der Sohn Sigmunds, der im Beowulf genannt wird, ist im Norden Halbbruder Sigurds.

### Der Nibelungenstoff im Spätmittelalter
Aus dem 15. Jahrhundert stammen Fassungen des Nibelungenlieds, die es im Grunde zu neuen Texten umarbeiten. Generell besteht in der handschriftlichen Überlieferung die Tendenz zur Integration des Stoffes in das Leben des Dietrich von Bern. In diesen Fassungen werden beispielsweise der erste Teil stark reduziert (zum Beispiel Handschrift n) oder neue motivliche Anbindungen gesucht (beispielsweise in der Heldenbuch-Prosa um 1480: Burgundenuntergang als Kriemhilds Rache an Dietrich für den Mord an Siegfried im Rosengarten zu Worms).
Im 16. und 17. Jahrhundert wurden die strophischen Lieder Lied vom Hürnen Seyfrid (vom verhornten Siegfried) und „Lied von Seyfrieds Hochzeit“ gedruckt, welche manche Züge aufweisen, die sonst nur die nordische Überlieferung kennt. Der Vater Kriemhilds heißt hier Gybich (nordisch: Gjuki); Günther, Hagen und Gyrnot sind Brüder.
1557 dramatisierte Hans Sachs in seiner Tragedj mit 17 personen: Der Huernen Sewfrid das Lied. Im 17. bis 19. Jahrhundert blieb der Stoff populär, wie an den mehrfachen Auflagen des Volksbuchs mit dem Titel Eine Wunderschöne Historie von dem gehörnten Siegfried abzulesen ist. Der älteste bekannte (jedoch nicht erhaltene) Druck dieser Prosa-Umarbeitung erschien 1657 in Hamburg. Dem Zeitgeschmack entsprechend heißt Kriemhild hier Florimunda (Florigunda?).

## Rezeptionsgeschichte

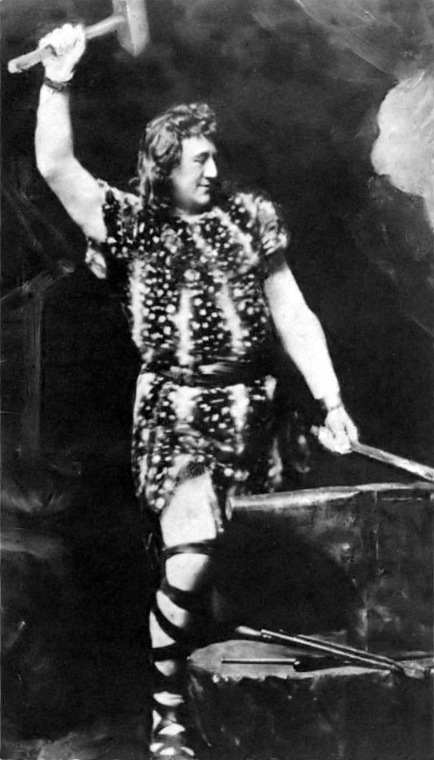
Heinrich Gudehus als Siegfried, am Amboss das Schwert Nothung schmiedend

Nach der Wiederentdeckung der Handschriften des Nibelungenlieds durch Jacob Hermann Obereit (1755) und der ersten vollständigen Ausgabe in einem Sammelband von Christoph Heinrich Myller (1782) wusste die Aufklärung zunächst wenig mit mittelalterlicher Dichtung anzufangen. Schuld daran trägt allerdings nicht nur die „aufklärerische“ Haltung der Leser, sondern auch, dass die Myller’sche Ausgabe so fehlerhaft ist, dass man den Sinn der Dichtungen sehr oft nicht versteht. Am 22. Februar 1784 schrieb Friedrich der Große an Myller, der seine Sammlung deutscher Dichtungen des Mittelalters (die unter anderem das Nibelungenlied und Wolframs Parzival enthielt) dem König gewidmet hatte, folgendes:
Hochgelahrter, lieber Getreuer!
Ihr urtheilt viel zu vorteilhafft von denen Gedichten aus dem 12., 13. und 14. Seculo, deren Druck Ihr befördert habet, und zur Bereicherung der Teutschen Sprache so brauchbar haltet. Meiner Einsicht nach sind solche nicht einen Schuss Pulver werth; und verdienten nicht aus dem Staube der Vergessenheit gezogen zu werden. In meiner Bücher-Sammlung wenigstens würde Ich dergleichen elendes Zeug nicht dulten; sondern herausschmeißen. Das Mir davon eingesandte Exemplar mag dahero sein Schicksal in der dortigen großen Bibliothek abwarten. Viele Nachfrage verspricht aber solchem nicht,
Euer sonst gnädiger König Frch.
Goethe las den Weimarer Damen in einer Folge mehrerer Abende das ganze Nibelungenlied vor (aus Hagens Ausgabe) und machte mehrere detaillierte Bemerkungen dazu (dass sich nach seinem Tod in seiner Bibliothek ein nicht aufgeschnittenes, das heißt nicht gelesenes, Exemplar der Myller’schen Ausgabe fand, bedeutet also nicht, dass er das Nibelungenlied nicht gelesen hätte). Erst nach Goethes freundlichem Urteil über das „köstliche Werk“ und seiner Forderung, das Heldenlied in eine epische Form zu bringen, setzten in der Romantik zahlreiche Bemühungen um eine dramatische Neuformung ein. Seitdem wurden zwei Wege eingeschlagen: Teilweise wurde der Stoff des Nibelungenlieds bearbeitet, teilweise griffen die Autoren auf die Sigurd-Brünhild-Version zurück, die in der Mitte des 13. Jahrhunderts entstandenen Wölsungensaga, beziehungsweise in einigen Liedern der Edda gestaltet ist.
1827 brachte Karl Joseph Simrock, auf der Grundlage von Lachmanns kritischer Ausgabe, eine volkstümlich sehr erfolgreiche neuhochdeutsche Übersetzung des Nibelungenliedes heraus, die mehrfach aufgelegt und u. a. von Goethe geschätzt wurde. Von den zahlreichen Bearbeitungen des neunzehnten Jahrhunderts sind heute nur noch drei Werke von Interesse: die Trilogie Der Held des Nordens, eine dramatische Bearbeitung von Friedrich de la Motte Fouqué, Friedrich Hebbels Drama Die Nibelungen. Ein deutsches Trauerspiel in drei Abteilungen und Richard Wagners Opernzyklus Der Ring des Nibelungen.
Friedrich de la Motte Fouqués dramatisches Gedicht folgt im ersten Teil Sigurd, der Schlangentödter der nordischen Tradition: Sigurd befreit Brynhild aus der Waberlohe, heiratet aber nach einem Vergessenstrank Gunnars Schwester Gudrun, hilft Gunnar bei der Werbung um Brynhild, die nach seiner Ermordung durch einen Bruder Gunnars Selbstmord begeht. Im zweiten Teil Sigurd’s Rache heiratet Gudrun – erneut unter dem Einfluss eines Zaubertranks ihrer Mutter – den Hunnenkönig Atli. Er will sich in den Besitz des Horts bringen und lädt die Brüder in sein Land ein. Nach deren Ermordung tötet Gudrun ihre eigenen Kinder und setzt sie Atli als Speise vor. Schließlich wird Atli ermordet, und Gudrun wählt wie Brynhild den Freitod. Der dritte Teil Aslauga erzählt, angelehnt an ein Bruchstück aus der Edda, das Geschick der Tochter Sigurds und Brynhilds: Sie wächst bei Hirten als Hütemädchen auf, wird aber wegen ihrer Schönheit vom König von Dänemark geheiratet, worauf die üblichen Verwicklungen folgen. Die Geschichte geht aber gut aus.
Fouqué hatte mit dem Werk beim Publikum großen Erfolg und erhielt auch von anderen Dichtern der Zeit wie Jean Paul, Adelbert von Chamisso und Rahel Varnhagen großes Lob. Heinrich Heine dagegen bemängelte die fehlende Charakterisierung der Personen und das Fehlen der dramatischen Spannung. Diese Meinung hat sich durchgesetzt, und seit fast 100 Jahren gibt es keine Ausgabe des Werkes mehr. Wichtiger als das Werk selbst ist aus heutiger Sicht seine Wirkung auf Richard Wagners Ring des Nibelungen, die in der Forschung kontrovers diskutiert wird.

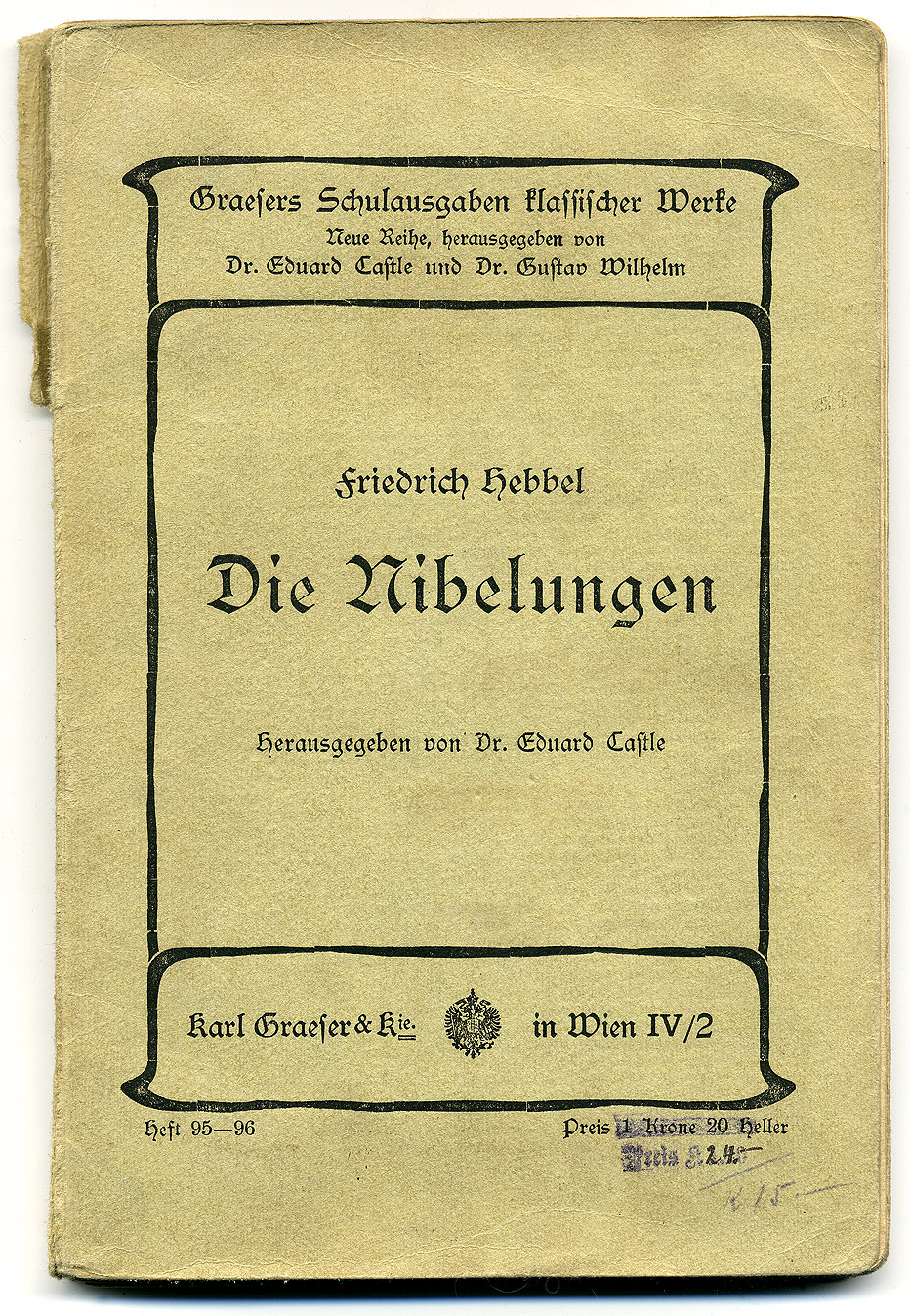
Friedrich Hebbel „Die Nibelungen“ (Schulausgabe um 1900, Wien/Brünn)

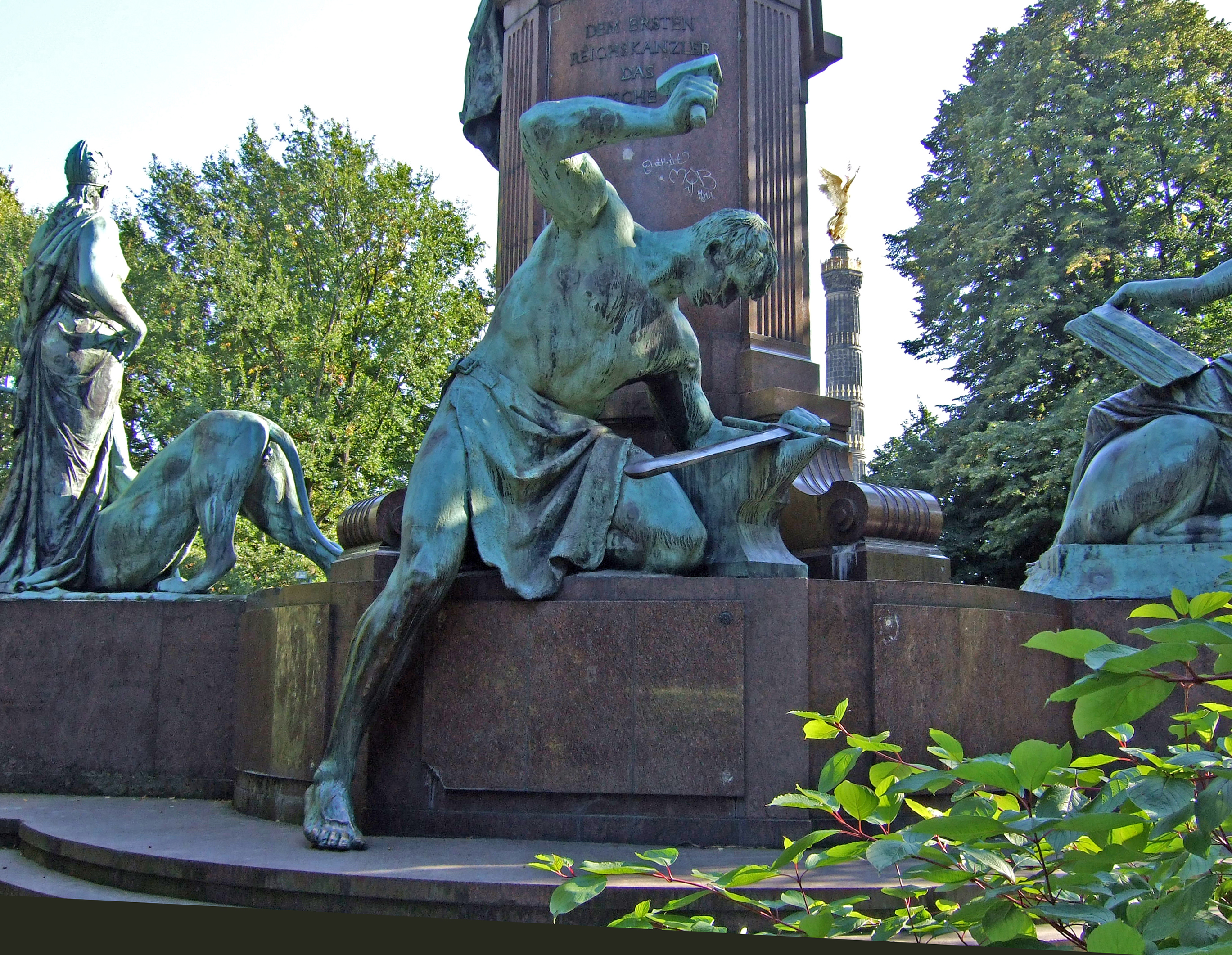
Siegfried, das Reichsschwert schmiedend, am Bismarck-Nationaldenkmal (1901), Berlin

Friedrich Hebbel hält sich im Gegensatz zu Fouqué im Handlungsverlauf seiner Trilogie an das Nibelungenlied und blendet den mythologischen Hintergrund der Vorgeschichte weitgehend aus. Seine Figuren sind in unterschiedlicher Ausprägung Typen und Individuen zugleich und dadurch ohne durchgängige Motivation. Brunhild wird zum Ding, zum Tauschobjekt erniedrigt, Kriemhild am Ende wie im Nibelungenlied quasi kommentarlos erschlagen. Wegen der Schlussworte wurde in das Stück mitunter ein geschichtsphilosophisches Anliegen hineininterpretiert (Ablösung der mythischen Welt der Riesen durch das Christentum), aber in Hebbels Äußerungen lassen sich dafür keine Hinweise finden. Hebbels Stück fand auf dem Theater eine günstige Aufnahme und verdrängte die anderen dramatischen Bearbeitungen fast vollständig von den deutschen Bühnen – auch die Fassung von Emanuel Geibel, der den Stoff zu einem bürgerlichen Trauerspiel umformte.
Im Gegensatz zu Goethe äußerte sich Heinrich Heine zwar fasziniert, aber zugleich befremdet über den Ton des Nibelungenlieds: „Es ist eine Sprache von Stein, und die Verse sind gleichsam gereimte Quadern. Hie und da, aus den Spalten, quellen rote Blumen hervor wie Blutstropfen oder zieht sich der lange Epheu herunter wie grüne Tränen.“
Zu einem ähnlichen Urteil gelangt auch Hegel in seinen 1838 erschienenen Vorlesungen zur Ästhetik:

„Die Burgunder, Kriemhildens Rache, Siegfrieds Taten, der ganze Lebenszustand, das Schicksal des gesamten untergehenden Geschlechts, das nordische Wesen, König Etzel usf. – das alles hat mit unserem häuslichen, bürgerlichen, rechtlichem Leben, unseren Institutionen und Verfassungen in nichts mehr irgendeinen lebendigen Zusammenhang. Die Geschichte Christi, Jerusalem, Betlehem, das römische Recht, selbst der Trojanische Krieg haben viel mehr Gegenwart für uns als die Begebenheiten der Nibelungen, die für das nationale Bewußtsein nur eine vergangene, wie mit dem Besen rein weggekehrte Geschichte sind. Desgleichen jetzt noch zu etwas Nationalem und gar zu einem Volksbuche machen zu wollen, ist der trivialste, platteste Einfall gewesen. In Tagen scheinbar neu auflodernder Jugendbegeisterung war es ein Zeichen von dem Greisenalter einer in der Annäherung des Todes wieder kindisch gewordenen Zeit, die sich an Abgestorbenem erlabte und dann ihr Gefühl, ihre Gegenwart zu haben, auch anderen hat zumuten können.“

Auch Arthur Schopenhauer schien es eine „rechte Blasphemie“ zu sein, die Nibelungen mit der Ilias zu vergleichen, und warnte, die „deutschen Patrioten“ an die Stelle der griechischen und römischen Klassiker in den Gymnasien zu setzen, man würde damit nur „Bärenhäuter“ erziehen. Trotz dieser Kritik erlangte der Stoff im 19. Jahrhundert den Rang eines deutschen Nationalepos, ein Begriff, der als Zeugnis für die Geisteshaltung dieser Zeit zu verstehen, auf den Zeitgeist um 1200 aber keinesfalls anwendbar ist. Zusätzlich zu den Theaterfassungen entstanden viele zum Teil illustrierte Ausgaben (beispielsweise von Alfred Rethel, 1840, und von Julius Schnorr von Carolsfeld, 1843).
Die Nibelungen. Dem Deutschen Volke wiedererzählt mit einem Text von Franz Keim erschien im Jahr 1908 als Nummer 22 in Gerlachs Jugendbücherei des Wiener Verlags Gerlach & Wiedling. Der Text war eine an Kinder gerichtete Neufassung des Nibelungenliedes und unterscheidet sich insofern von den anderen Bänden aus Gerlachs Jugendbücherei. Die Bilder und Ausstattung erfolgte durch den Gebrauchsgrafiker Carl Otto Czeschka. Nach Hans Ries zählen Czeschkas Nibelungen zu den Spitzenwerken der Buchillustration schlechthin.
In der ersten Hälfte des 20. Jahrhunderts wurde das Nibelungenlied in mehreren Romanen durch Umdeutung zu einem Werk „Deutschen Heldentums“ mit nationalistischer Tendenz. Werner Jansen machte es 1916 in „Das Buch Treue. Nibelungenroman“ zu einem angeblichen „Zeugnis deutscher Größe des Menschentums“, obwohl unter anderem weder Burgunden noch Nibelungen als „deutsch“ bezeichnet werden können. Mit dem Stück Der Nibelunge Not knüpfte Max Mell an die Wölsungen-Variante, Wagners Mythologisierung und das Walkürenmotiv an. Er konzentrierte das Geschehen auf die bühnenwirksamen Höhepunkte. Im ersten Teil: Siegfrieds Ankunft in Worms, der Streit der Königinnen, Siegfrieds Ermordung, Brünhilds Freitod in den Flammen und ihre Rückkehr in den Bereich der Götter. Im zweiten Teil: Empfang der Burgunden an Etzels Hof, Racheintrige Kriemhilds, Untergang der Burgunden, Kriemhilds Ermordung und ein Schluss, der der Dietrichsage entnommen ist (Dietrich reitet auf seinem Pferd davon).
Im Nationalsozialismus feierte man die Wiederkehr der germanischen Größe und des Heldentums, der germanischen Gefolgstreue und des männlichen Rittertums und unterlegte die Idee des deutschen Volkstums mit diesen „germanischen Tugenden“. Man berief sich auf die schöpferischen Kräfte der Germanen, denen das Dritte Reich wieder Lebensmöglichkeiten gebe. Das Nibelungenlied wurde so als Vehikel nationaler Ideen instrumentalisiert und missbraucht, wie zum Beispiel von Hermann Göring, der die Lage der deutschen Soldaten im Kessel von Stalingrad mit der Lage der Nibelungen im brennenden Saal verglich („Wir kennen ein gewaltiges heroisches Lied …“).
Eine bemerkenswerte Neuerzählung des Nibelungenliedes veröffentlichte Franz Fühmann (1922–1984) im Jahr 1971. Fühmanns Fazit: „Die(se) Quintessenz des Nibelungenliedes nun scheint mir die Aussage, dass Staatsführung und Machtausübung ihre objektiven, höchst komplexen und diffizilen Gesetze haben, deren Verletzung durch Anachronismen und subjektive Willkür zu schweren Störungen des Staates und letztlich zu einer Katastrophe der gesamten Gesellschaft führen muss. Es ist, auf eine letzte Formel gebracht, die Frage nach Freiheit und Bindung in der Geschichte, die abgehandelt wird, wobei die Geschichte weder als blind wirkendes Fatum noch als willkürlich formbarer Rohstoff, sondern eben als ein von objektiven, darum allerdings auch ausnutzbaren und in bestimmtem Maße beeinflussbaren Gesetzen regierter Prozess erscheint.“ Fühmann wendete sich vehement gegen jede völkische Vereinnahmung des Textes. Seine Neuerzählung orientiert sich streng am Original. Für die DEFA schuf Fühmann ein Filmszenarium. Eine Verfilmung (bedacht ward eine solche mit Heiner Carow als Regisseur; Fühmann und Carow erarbeiteten ein Drehbuch) kam jedoch nicht zu Stande, obwohl der Vertrag bereits unterschrieben vorlag.
Seit dem Einströmen von Fantasy-Elementen in die literarische Unterhaltungsliteratur – schon in J. R. R. Tolkiens Werken (Der Herr der Ringe) lassen sich etliche Elemente der Nibelungensage (das Ring-Motiv!) wiederfinden – beschäftigten sich mehrere Romane aus unterschiedlichen Blickwinkeln mit dem Thema. Zum Beispiel folgt Rheingold von Stephan Grundy der Wölsungen-Linie, Siegfried und Krimhild von Jürgen Lodemann dagegen dem Nibelungenlied, in drei anderen Romanen steht entweder Kriemhild (Roman von Sabina Trooger), Hagen (siehe Wolfgang Hohlbeins Roman Hagen von Tronje oder Joachim Fernaus Disteln für Hagen) oder Brünhild im Mittelpunkt. Der Roman Sigfrieds Tochter von Eric Gutzler verknüpft die Wölsungensaga mit dem Nibelungenlied zu einem durchgehenden Handlungsstrang und erweitert den Stoff zu einem historischen Fantasy-Roman, in dem Sigfrieds Tochter im Brennpunkt steht. Baal Müllers Die Nibelungen – nach alten Quellen neu erzählt schildert die Geschichte vom Untergang der Burgunden aus der Sicht des alten Hildebrand.
Seit den 1980er Jahren haben Ulrich Müller und der österreichische Konzertsänger Eberhard Kummer begonnen, historische Aufführungspraktiken zu studieren und auf das Nibelungenlied anzuwenden. So wurde das Nibelungenlied gesungen in Konzerten aufgeführt und auch eingespielt. Als Melodie benutzte Kummer den Hildebrandston, den er auch auf das Kudrunlied anwendet. Wegen der Länge des Werkes werden dabei in Abendveranstaltungen meist Auszüge vorgetragen, jedoch hat Kummer zumindest dreimal das gesamte Nibelungenlied vorgetragen. Dabei sang Kummer das Epos vor Publikum in fünf Darbietungen zu je sechs Stunden.
In der Walhalla in Donaustauf erinnert eine Gedenktafel an den Dichter des Nibelungenliedes. Im Jahr 2009 wurde das Nibelungenlied mit den drei ältesten Handschriften A, B und C in das Register des UNESCO-Weltdokumentenerbes aufgenommen.

## Rezeption

### Verfilmungen
Der Stoff des Nibelungenliedes wurde 1922/24, 1957 und 1966/67 fürs Kino und 2004 für das Fernsehen verfilmt. Am erfolgreichsten und filmhistorisch bedeutendsten ist die zweiteilige Stummfilmversion von 1924 unter der Regie von Fritz Lang.
- Die Nibelungen (1922/24)
- Siegfried – Die Sage der Nibelungen (Sigfrido) (1957)
- Die Nibelungen (1966/67)
- Die Nibelungen (2004)
- Siegfried (Parodie, 2005)
- Hagen – Im Tal der Nibelungen (2024), auf dem Roman von Wolfgang Hohlbein basierend.

### Vertonungen
- E. Kummer: Das Nibelungenlied. Pan-Verlag, Wien 1984. LP[37] und Extraplatte, Wien. 1998. (Neueinspielung: CD, Stereo 93415).[38]
- E. Kummer: Nibelungenlied, Complete Recording. The Chaucer Studio, Adelaide 2006.[39]
- Knud Seckel: Nibelungenlied. Verlag der Spielleute, Reichelsheim 2009.[40]

### Neuere literarische Bearbeitungen
- Viola Alvarez: Die Nebel des Morgens. (Hist. Roman, aus Brynhilds Perspektive). Verlagsgruppe Lübbe, Bergisch Gladbach 2006, ISBN 3-7857-1580-3.
- Franz Fühmann: Das Nibelungenlied. Rostock 1971.
- Wolfgang Hohlbein: Hagen von Tronje. Heyne, 1986, ISBN 3-453-53024-1.
- Jürgen Lodemann: Der Mord. Das wahre Volksbuch von den Deutschen. Büchergilde Gutenberg, Frankfurt am Main 1995, ISBN 3-7632-4317-8.
- Jürgen Lodemann: Siegfried und Krimhild. Roman. Klett-Cotta, Stuttgart 2002, ISBN 3-608-93548-7. Unverändert so auch als Taschenbuch bei dtv, München 2005, ISBN 3-423-13359-7.
- Moritz Rinke: Die Nibelungen. Rowohlt, Reinbek bei Hamburg 2002, ISBN 3-499-23202-2. (UA: Nibelungen-Festspiele Worms 2002)
  - Überarbeitete und erweiterte Neuausgabe: Die Nibelungen: Siegfrieds Frauen / Die letzten Tage von Burgund. Rowohlt, Reinbek bei Hamburg 2007, ISBN 978-3-499-24514-5. (UA: Nibelungen-Festspiele Worms 2006 [Teil I]/2007 [Teil II])
- Wolfgang Kauer: Nibelungenlied – Die Braut, die sich (nicht) traut. Ein Kaleidoskop in fünf Bildern In: Wolfgang Kauer: Funken regen. Arovell, Wien, Salzburg, Wien 2010, S. 17–59.
- Helmut Krausser: Unser Lied. Gesang vom Untergang Burgunds – Nibelungendestillat –. In: Helmut Krausser: Stücke 93–03. Fischer, Frankfurt am Main 2003, S. 325–375. ISBN 3-596-15979-2. (UA: Theater Bonn 2005)
- Markus Bothe (Inszenierung): Die Nibelungen. Ein deutsches Heldenepos. (Autorenprojekt; UA: Theater Aachen 2007) – bestehend aus:
  - John von Düffel: Best of Nibelungen (Die Out-Takes). Die Abenteuer von Gernot und Giselher. In drei Reinfällen. Rowohlt (Theaterverleih), Reinbek bei Hamburg 2007.
  - Sigrid Behrens: Feuer! oder: Ich bringe dir Schulden und übernehme mich, mein Herz.
  - Katharina Gericke: Götterdämmerung.
- John von Düffel: Das Leben des Siegfried. Rowohlt (Theaterverleih), Reinbek bei Hamburg 2009 (UA: Nibelungen-Festspiele Worms 2009).
- Christopher Tolkien (Bearbeitet von): J. R. R. Tolkien: The Legend of Sigurd and Gudrún. HarperCollins, London 2009, ISBN 978-0-00-731723-3.
- Ulrike Draesner: Nibelungen.Heimsuchung mit den Illustrationen von Carl Otto Czeschka, Reclam-Verlag 2016, ISBN 978-3-15-011005-8.

### Theater
2022 feierte eine Bühnenfassung des Nibelungenliedes unter dem Titel Die Nibelungen – Sick of Sickfried! von Jaques Tabaques und Jaxxon Mehrzweck mit Eddie Irle, Annemarie Brüntjen, Arash Nayebbandi und Tala Al-Deen unter der Regie von Florian Hertweck Premiere am Nationaltheater Mannheim.

### Textausgaben und Übertragungen ins Neuhochdeutsche
- Karl Simrock: Das Nibelungenlied. Berlin  1827.
- Das Nibelungenlied. Übersetzt von Gotthard Oswald Marbach. Nach der Ausgabe von 1840. Harenberg, Dortmund (= Die bibliophilen Taschenbücher. Band 35).
- Der Nibelungen Lied. Aus dem Urtexte neu übertragen von Dr. Heinrich Döring. Ludwig Hilsenberg’s Verlag, Erfurt 1840.
- Nibelungenlied und Gudrun neu übertragen von Gustav Legerlotz. Auszug für den Unterricht an höheren Mädchenschulen, mit Beigaben aus Jordans und Hebbels Nibelungen und Geibels Gedichten sowie einem Vorwort von Jakob Wychgram, Verlag von Velhagen & Klasing, Bielefeld und Leipzig 1891.
- Das Nibelungenlied. Paralleldruck der Handschriften A, B und C nebst Lesarten der übrigen Handschriften. Herausgegeben von Michael S. Batts. Niemeyer, Tübingen 1971, ISBN 3-484-10149-0.
- Das Nibelungenlied. Nach der Ausgabe von Karl Bartsch. Herausgegeben von Helmut de Boor, ergänzt von Roswitha Wisniewski (= Deutsche Klassiker des Mittelalters). 22. Auflage. Brockhaus, Mannheim 1988, ISBN 3-7653-0373-9 (Mittelhochdeutscher Text mit reichhaltigem Anmerkungsapparat).
- Das Nibelungenlied. Zweisprachig. Mhd.-Nhd. Herausgegeben und übertragen von Helmut De Boor. 4. Auflage. Sammlung Dieterich, Leipzig 1992, ISBN 3-7350-0104-1.
- Das Nibelungenlied. Mhd./Nhd. Nach dem Text von Karl Bartsch und Helmut de Boor ins Neuhochdeutsche übersetzt und kommentiert von Siegfried Grosse (= Reclam Universal-Bibliothek. Band 644). Reclam, Stuttgart 1997, ISBN 3-15-000644-9.
- Das Nibelungenlied. Mittelhochdeutscher Text und Übertragung. Herausgegeben, übersetzt und mit einem Anhang versehen von Helmut Brackert. Band 1 (= Fischer Klassik. 90131). 5. Auflage. Fischer Taschenbuch Verlag, Frankfurt am Main 2008, ISBN 978-3-596-90131-9. Band 2 (= Fischer Klassik. 90132). 5. Auflage. Fischer Taschenbuch Verlag, Frankfurt am Main 2008, ISBN 978-3-596-90132-6.
- Das Nibelungenlied. Mhd.-Nhd. Nach der Handschrift C der Badischen Landesbibliothek Karlsruhe. Herausgegeben und übersetzt von Ursula Schulze. Artemis & Winkler, Düsseldorf/Zürich 2005, ISBN 3-538-06990-5.
- Das Nibelungenlied und die Klage. Nach der Handschrift 857 der Stiftsbibliothek St. Gallen. Mittelhochdeutscher Text, Übersetzung und Kommentar. Herausgegeben von Joachim Heinzle (= Bibliothek deutscher Klassiker. 196). Deutscher Klassiker Verlag, Berlin 2013, ISBN 978-3-618-66120-7.
- Das Nibelungenlied. Text und Einführung. Nach der St. Galler Handschrift herausgegeben und erläutert von Hermann Reichert. 2., durchgesehene und ergänzte Auflage. De Gruyter, Berlin 2017, ISBN 978-3-11-052421-5 (PDF). E-ISBN 978-3-11-052654-7. (Normalisierter mittelhochdeutscher Text und leicht lesbare Einführung). Dazu: Hermann Reichert: Nibelungenlied-Lehrwerk. Sprachlicher Kommentar, mittelhochdeutsche Grammatik, Wörterbuch. Passend zum Text der St. Galler Fassung („B“). 2., neu bearbeitete und erweiterte Auflage. Praesens Verlag, Wien 2019, ISBN 978-3-7069-1051-4. E-Buch (PDF) ISBN 978-3-7069-3010-9.
- Johann August Zeune: Das Nibelungenlied. Die Urschrift nach den besten Lesarten neu bearbeitet, und mit Einleit und Wortbuch zum Gebrauch für Schulen versehen. Mit einem Holzschnitt von Gubitz. Maurer, Berlin 1815 (Digitalisat).
- Albrecht Behmel: Das Nibelungenlied. Übersetzung aus dem Mittelhochdeutschen, Stuttgart 2001, ISBN 3-89821-145-2.
- Manfred Bierwisch, Uwe Johnson: Das Nibelungenlied. Übersetzung und Prosaübertragung. Reclam, Leipzig 1961. (Nennung beider Autoren erst seit 8. Aufl. von 1983); Insel, Frankfurt am Main 2006, ISBN 3-458-34833-6.

### Forschungsgeschichtlich wichtige Ausgaben (Reprints)
- Christoph Heinrich Myller: Samlung deutscher Gedichte aus dem XII., XIII. und XIV. Jahrhundert. Band 1: Der Nibelungen Liet. Eneidt. Got Amur. Parcival. Der arme Heinrich. Von der Minnen. Dis ist von der Wibe List. Dis ist von dem Pfennige. Herausgegeben von Christoph Heinrich Myller, Berlin 1784 (Digitalisat).
- Karl Lachmann: Der Nibelunge Noth und die Klage – Nach der ältesten Überlieferung, mit Bezeichnung des unechten und mit den Abweichungen der gemeinen Lesart. Reimer, Berlin 1826 (Digitalisat); De Gruyter, Berlin 1960, DNB 453575870 (Reprint der 5. Ausgabe 1878).

### Philatelie
Am 8. März 1926 wurden von Österreich sechs Postwertzeichen zur Nibelungensage herausgegeben (Michel-Katalog Nr. 488–493).
Zum 100. Geburtstag von Wilhelm Dachauer wurde am 6. April 1981 ein Postwertzeichen durch die Post von Österreich zur Ausgabe gebracht (Michel-Katalog Nr. 1666). Das Postwertzeichen zeigt einen Entwurf von Wilhelm Dachauer zur Nibelungensageserie aus dem Jahr 1926.
Sonderstempel und Maschinenwerbestempel zur Nibelungensage existieren u. a. von den Orten Worms, Xanten, Alzey, Grasellenbach (Siegfriedsbrunnen), Odenheim, Passau, Plattling, Eferding, Pöchlarn und Wien.

## Dokumentationen
- (Terra X) Die Großen Mythen aufgedeckt – Das Nibelungenlied. TV-Dokumentation in HD von Saskia Weisheit (Regie), Deutschland 2021 für ZDF und arte (permanent abrufbar auf youtube.com).